# Liste der Baudenkmäler im Nürnberger Stadtteil Gostenhof
Dies ist eine Teilliste der Liste der Baudenkmäler in Nürnberg. Sie enthält die in der Bayerischen Denkmalliste ausgewiesenen Baudenkmäler auf dem Gebiet der Stadtteile Himpfelshof, Gostenhof und Tafelhof der kreisfreien Stadt Nürnberg in Bayern. Grundlage ist die Bayerische Denkmalliste, die auf Basis des bayerischen Denkmalschutzgesetzes vom 1. Oktober 1973 erstmals erstellt wurde und seither durch das Bayerische Landesamt für Denkmalpflege geführt und aktualisiert wird. Die folgenden Angaben ersetzen nicht die rechtsverbindliche Auskunft der Denkmalschutzbehörde.

## Ensembles
| Lage       | Objekt                      | Beschreibung | Akten-Nr.     | Bild |
| ---------- | --------------------------- | --- | ------------- | ---- |
| (Standort) | Ensemble Vorstadt Gostenhof | Dieser Ensemblebereich von Gostenhof umfasst die infolge der Industrialisierung stark gewachsene Vorstadt, zum einen die durch den Kanalbau herbeigeführten Neuansiedlungen um die Kanalstraßen, die durch die schlichten zweigeschossigen Häuser mit auffallenden dreiecksgiebeligen Zwerchhäusern charakterisiert sind, und zum anderen die rasterartige Stadtentwicklung nach Osten, die zwei Hauptkirchen mit einschließt. Ein ursprünglich auch von Alt-Gostenhof abgerückter älterer Siedlungskern, die Au, in der Gegend der jetzigen Austraße, unterscheidet sich durch den dort noch erhaltenen Haustyp deutlich. So ist etwa an dem Straßenabschnitt der Austraße zwischen Oberer und Mittlerer Kanalstraße eine zweigeschossige Bebauung mit Zwerchhäusern erhalten. Ähnliche Häuser dieser älteren Bebauungsphase des mittleren 19. Jahrhunderts sind auch an der Oberen, Mittleren und Unteren Kanalstraße, der Oberen Seitenstraße und der Eberhardshofstraße erhalten. An diese kleinmaßstäbliche, niedrige und einfache Bebauung ist erst später die größere dreigeschossige gründerzeitliche und reichere Bebauung herangewachsen. | E-5-64-000-32 | BW   |
| (Standort) | Ensemble Ortskern Gostenhof | Mit diesem Teilensemble von Gostenhof ist der historische Dorfkern um den Rochusfriedhof vor den Toren der ehemaligen Reichsstadt Nürnberg erfasst, soweit dieser in dem stadtnahen Bereich noch beschreibbar ist. Dazu gehören gründerzeitlich-geschlossene Straßenzüge wie die Petzoltstraße und die Leonhardstraße, die in diesen ehemaligen Kernbereich eingefügt wurden. Stadtgeschichtlich handelt es sich um das ehemalige Dorf in seiner durch Kanalhafen und Eisenbahnstrecken bestimmten Entwicklung. Gostenhof ist die unmittelbar vor dem Spittlertor gelegene Vorstadt, ursprünglich ein kleines Straßendorf, das 1280 erstmals genannt wurde. | E-5-64-000-15 | BW   |

## Baudenkmäler

### Himpfelshof und Gostenhof
| Lage                                                                                     | Objekt                                                                              | Beschreibung | Akten-Nr.                | Bild           |
| ---------------------------------------------------------------------------------------- | ----------------------------------------------------------------------------------- | --- | ------------------------ | -------------- |
| Am Plärrer 41; Rothenburger Straße 2 (Standort)                                          | Nicolaus-Copernicus-Planetarium                                                     | Steinverkleideter Baukörper mit zentriertem Baukern, bekrönt von Kuppel des Auditoriums, von Wilhelm Schlegtendal, 1959/60 | D-5-64-000-2410 Wikidata | weitere Bilder |
| Am Plärrer 43; Südliche Fürther Straße 1; Südliche Fürther Straße 3 (Standort)           | Verwaltungsgebäude der Städtischen Werke Nürnberg                                   | Fünfzehngeschossiges Hochhaus, Stahlbetonskelettbau, mit aufgesetztem Dachaufbau mit Flugdach, anschließend entlang der Südlichen Fürther Straße zugehöriger viergeschossiger Zwischenbau mit westlichem, fünfgeschossigem Abschlussbau, von Wilhelm Schlegtendal, 1951–53 | D-5-64-000-2276 Wikidata | weitere Bilder |
| Austraße 9 (Standort)                                                                    | Mietshaus                                                                           | Viergeschossiger Eckbau mit Mansardhalbwalmdach und Sandsteinfassaden mit Gesimsgliederung, Neu-Nürnberger Stil, Martin Sauer, 1896, Veränderung des Erdgeschosses 1898 und durch Richard Schmidt 1913 | D-5-64-000-4491 Wikidata | weitere Bilder |
| Bauerngasse 17 (Standort)                                                                | Mietshaus                                                                           | Viergeschossiger Mansarddachbau mit Sandsteinstraßenfassade, Dacherker mit Spitzhelmen und viergeschossigem, zweiachsigem Sandsteinerker mit Spitzhelm, im Neu-Nürnberger-Stil, um 1900 | D-5-64-000-159 Wikidata  | weitere Bilder |
| Bauerngasse 19 (Standort)                                                                | Mietshaus                                                                           | Viergeschossiger Mansarddachbau, Sichtziegelbau mit Sandsteinerdgeschoss und -gliederung sowie zweigeschossigem, dreiachsigem Sandsteinerker mit Balkonbrüstung, im Neu-Nürnberger-Stil, um 1900, Aufstockung modern | D-5-64-000-2781 Wikidata | weitere Bilder |
| Bauerngasse 19 (Standort)                                                                | Einfriedung                                                                         | Eisengittertor, gleichzeitig | D-5-64-000-2781 Wikidata | weitere Bilder |
| Bauerngasse 26 (Standort)                                                                | Wohnhaus                                                                            | Zweigeschossiger, giebelständiger Putzbau mit Satteldach und Zwerchhaus, bezeichnet „1862“ | D-5-64-000-160 Wikidata  | weitere Bilder |
| Bauerngasse 38 (Standort)                                                                | Mietshaus in Ecklage                                                                | Viergeschossiger Mansarddachbau mit Sandsteinstraßenfassade, Zwerchgiebel mit Voluten, Dacherker und zwei dreigeschossigen, zweiachsigen Sandsteinerkern, im Neubarockstil, um 1895 | D-5-64-000-161 Wikidata  | weitere Bilder |
| Bärenschanzstraße 1, an der abgeschrägten Ecke eines Wohnhauses (Standort)               | Sandsteineckchörlein                                                                | Zweigeschossiges, dreiseitiges Chörlein mit Balkonbrüstung an Eckhaus, im Neu-Nürnberger-Stil, 1898 | D-5-64-000-134 Wikidata  | weitere Bilder |
| Bärenschanzstraße 8 b (Standort)                                                         | Ehemaliges Kommandaturhaus der Bärenschanze                                         | Zweigeschossiger Sandsteinbau mit Walmdach, an Wappenkartusche bezeichnet „1721“ | D-5-64-000-135 Wikidata  | BW             |
| Bärenschanzstraße 10 c (Standort)                                                        | Ehemalige Reithalle des 1. Bayerischen Chevaulegers-Regiments                       | Langgestreckter, eingeschossiger Sandsteinquaderbau, dreiteilige Giebelfront mit polygonalen Pilastern und Pilasteraufsätzen, in neugotischen Formen, 1862 fertiggestellt, 2008/2009 umgebaut und teilweise erneuert | D-5-64-000-136 Wikidata  | BW             |
| Beim Rochuskirchhof 15 (Standort)                                                        | St.-Rochus-Friedhof                                                                 | Angelegt 1518, nördliche und westliche Erweiterung 1592 und 1599, zahlreiche liegende Grabsteine mit Bronzeepitaphien des 16.–18. Jahrhunderts und Grabsteine des 19.–20. Jahrhunderts | D-5-64-000-1693 Wikidata | weitere Bilder |
| Rothenburger Straße 24 (Standort)                                                        | Evangelisch-lutherische Friedhofskapelle St. Rochus                                 | Saalkirche, gewölbter Sandsteinquaderbau mit Satteldach, polygonalem Ostchor mit Sterngewölbe, Sakristei und kapellenartigen Anbauten, von Hans Beheim, 1520/21, Errichtung einer gewölbten Gruft 1599, Vergrößerung der Gruft 1660/61, Dach mit Dachreiter und Westgiebelwand 1954/57 erneuert; mit Ausstattung | D-5-64-000-1693 Wikidata | weitere Bilder |
| Nähe Imhoffstraße (Standort)                                                             | St.-Rochus-Friedhof, Militärfriedhof                                                | im westlichen Teil des Friedhofs, angelegt um 1693, Einfassungsmauern um 1700, mit Grabmälern, zumeist Offiziersgräber der ersten Hälfte 19. Jahrhundert und stehende Grabkreuze für Gefallene des Ersten Weltkrieges | D-5-64-000-1693 Wikidata | weitere Bilder |
| Bleichstraße 10 a (Standort)                                                             | Mietshaus                                                                           | Viergeschossiger Sandsteinquaderbau mit Mittelrisalit, im neubarocken Stil, um 1885/90, Aufstockung modern | D-5-64-000-226 Wikidata  | weitere Bilder |
| Bleichstraße 12 (Standort)                                                               | Mietshaus                                                                           | Viergeschossiger Traufseitbau, Sichtziegelbau mit Erdgeschossfassade und Mittelrisalit aus Sandstein, reiche Werksteingliederung in neubarocken Formen, um 1885/90, Aufstockung modern | D-5-64-000-227 Wikidata  | weitere Bilder |
| Bleichstraße 12 (Standort)                                                               | Vorgarten-Einfriedung                                                               | Eisengitterzaun, gleichzeitig | D-5-64-000-227 Wikidata  | weitere Bilder |
| Bleichstraße 14 (Standort)                                                               | Mietshaus                                                                           | Dreigeschossiger Traufseitbau mit Mansarddach, Zwerchhaus und Dachgauben, Sichtziegelbau mit reicher Werksteingliederung in Formen der Neurenaissance, bezeichnet „1884“ | D-5-64-000-228 Wikidata  | weitere Bilder |
| Bleichstraße 14 (Standort)                                                               | Vorgarten-Einfriedung                                                               | Eisengitterzaun, gleichzeitig | D-5-64-000-228 Wikidata  | weitere Bilder |
| Bleichstraße 14 (Standort)                                                               | Rückgebäude                                                                         | Eingeschossiger Satteldachbau mit Aufzugserker, gleichzeitig | D-5-64-000-228 Wikidata  | BW             |
| Blumenthalstraße 8 (Standort)                                                            | Mietshaus                                                                           | Viergeschossiger Satteldachbau in Ecklage mit Sandsteinerdgeschoss und viergeschossigem, polygonalem Sandsteineckerker mit Zwiebelhaube, Jugendstildekor, um 1908 | D-5-64-000-231 Wikidata  | weitere Bilder |
| Blumenthalstraße 8 (Standort)                                                            | Vorgarten-Einfriedung                                                               | Eisengitterzaun, gleichzeitig | D-5-64-000-231 Wikidata  | weitere Bilder |
| Deutschherrnstraße 27 (Standort)                                                         | Mietshaus                                                                           | Viergeschossiger Mansarddachbau,Sichtziegelbau mit Sandsteinerdgeschoss und Sandsteingliederung, breiter Mittelrisalit mit Treppengiebel, Eisenbalkonbrüstung vor Mansarde, im Neu-Nürnberger-Stil, um 1890 | D-5-64-000-365 Wikidata  | weitere Bilder |
| Deutschherrnstraße 27 (Standort)                                                         | Vorgarten-Einfriedung                                                               | Eisengitterzaun, gleichzeitig | D-5-64-000-365 Wikidata  | weitere Bilder |
| Deutschherrnstraße 49 (Standort)                                                         | Mietshaus                                                                           | Viergeschossiger Mansarddachbau mit Sandsteinerdgeschoss, Mittelrisalit mit geschwungenem Dreiecksgiebel, Spätjugendstilformen, von Hans Beitter, bezeichnet „1909“ | D-5-64-000-2774 Wikidata | weitere Bilder |
| Deutschherrnstraße 51 (Standort)                                                         | Mietshaus                                                                           | Viergeschossiger Mansarddachbau mit Sandsteinerdgeschoss und Sandsteingliederung, Zwerchgiebel mit Schopfwalmdach, davor gesetzt viergeschossiger, dreiachsiger Sandsteinerker mit Dreiecksgiebel, Spätjugendstildekor, von Hans Beitter, bezeichnet „1909“ | D-5-64-000-366 Wikidata  | weitere Bilder |
| Deutschherrnstraße 51 (Standort)                                                         | Vorgarten-Einfriedung                                                               | gleichzeitig | D-5-64-000-366 Wikidata  | weitere Bilder |
| Dilherrstraße 5 (Standort)                                                               | Mietshaus                                                                           | Dreigeschossiger Sandsteinquaderbau mit Mansarddach, Dachgauben und zweigeschossigem, zweiachsigem Sandsteinerker, reich in Neubarockformen, um 1890 | D-5-64-000-370 Wikidata  | weitere Bilder |
| Dilherrstraße 9 (Standort)                                                               | Mietshaus                                                                           | Viergeschossiger Sandsteinquaderbau mit Walmdach und rustiziertem Erdgeschoss, in Neurenaissance- und Neubarockformen, um 1880/90 | D-5-64-000-371 Wikidata  | weitere Bilder |
| Eberhardshofstraße 2 (Standort)                                                          | Mietshaus                                                                           | Dreigeschossiger Mansarddachbau mit Sandsteinstraßenfassade und zweigeschossigem Chörlein, reicher Neurenaissancestil, um 1890; wie Eberhardshofstraße 2a | D-5-64-000-384 Wikidata  | weitere Bilder |
| Eberhardshofstraße 2 a (Standort)                                                        | Mietshaus                                                                           | Dreigeschossiger Mansarddachbau mit Dachgauben, Sandsteinstraßenfassade und zweigeschossigem Chörlein, reicher Neurenaissancestil, um 1890; wie Eberhardshofstraße 2 | D-5-64-000-385 Wikidata  | weitere Bilder |
| Eberhardshofstraße 7 (Standort)                                                          | Mietshaus                                                                           | Dreigeschossiger Mansarddachbau mit Dachgauben, Sandsteinstraßenfassade und mittiger Toreinfahrt, im Stil der Neurenaissance, um 1885 | D-5-64-000-386 Wikidata  | weitere Bilder |
| Eberhardshofstraße 9 (Standort)                                                          | Wohnhaus                                                                            | Zweigeschossiger, traufständiger Putzbau mit Satteldach, Dacherkern und dreiachsigem Zwerchhaus mit Satteldach, Mitte 19. Jahrhundert | D-5-64-000-387 Wikidata  | weitere Bilder |
| Eberhardshofstraße 17 (Standort)                                                         | Mietshaus                                                                           | Dreigeschossiger Mansarddachbau mit Dachgauben und Toreinfahrt, Sichtziegelbau mit Sandsteinerdgeschoss und Hausteingliederung, im Neurenaissancestil, bezeichnet „1889“ | D-5-64-000-2298 Wikidata | weitere Bilder |
| Eberhardshofstraße 17 (Standort)                                                         | Rückgebäude                                                                         | eingeschossiger Werkstattbau mit Pultdach und Aufzugsgaube, gleichzeitig | D-5-64-000-2298 Wikidata | BW             |
| Eberhardshofstraße 17 (Standort)                                                         | Mietshaus                                                                           | dreigeschossiger, hakenförmiger Putzbau mit Pultdach, gleichzeitig | D-5-64-000-2298 Wikidata | BW             |
| Fürther Straße 2 (Standort)                                                              | Mietshaus                                                                           | Sogenanntes Hansa-Haus, viergeschossiges Eckhaus mit Walmdach, Treppengiebel, Dacherkern und Chörlein, Eckrisalit mit Chörlein und Erker, Sandsteinquaderbau im Neu-Nürnberger-Stil, bezeichnet „1893“ | D-5-64-000-539 Wikidata  | weitere Bilder |
| Fürther Straße 4 a (Standort)                                                            | Mietshaus                                                                           | Dreigeschossiger Sandsteinquaderbau mit Satteldach, Mittelrisalit und reicher Fassadengliederung, im Stil des Neubarock, um 1885 | D-5-64-000-540 Wikidata  | weitere Bilder |
| Nähe Fürther Straße (Standort)                                                           | Vorgarten-Einfriedung                                                               | Eisengitterzaun, gleichzeitig | D-5-64-000-540 Wikidata  | weitere Bilder |
| Fürther Straße 4 b (Standort)                                                            | Mietshaus                                                                           | Dreigeschossiger Sandsteinquaderbau mit Mittelrisalit, Zwerchhaus und reicher Fassadengliederung, im Stil des Neubarock, um 1885 | D-5-64-000-541 Wikidata  | weitere Bilder |
| Nähe Fürther Straße (Standort)                                                           | Vorgarten-Einfriedung                                                               | Eisengitterzaun, gleichzeitig | D-5-64-000-541 Wikidata  | weitere Bilder |
| Fürther Straße 6 (Standort)                                                              | Mietshaus                                                                           | Dreigeschossiger Neurenaissance-Eckbau auf hohem Sockelgeschoss mit akzentuiertem Eckrisalit mit Dacherkern, reicher Putzgliederung und ziegelverkleideten Obergeschossen, um 1885 | D-5-64-000-542 Wikidata  | weitere Bilder |
| Fürther Straße 6 a (Standort)                                                            | Mietshaus                                                                           | Dreigeschossiger Mansarddachbau in Ecklage mit Eckrisaliten und Eckerker, im Stil der Neurenaissance, bezeichnet „1884“, 1930 von H. Liersch umgebaut | D-5-64-000-543 Wikidata  | weitere Bilder |
| Fürther Straße 6 b (Standort)                                                            | Mietshaus                                                                           | Dreigeschossiger Neurenaissance-Bau mit Mansarddach und Mittelrisalit, von Georg Birkmann, 1883/84 | D-5-64-000-544 Wikidata  | weitere Bilder |
| Nähe Fürther Straße (Standort)                                                           | Vorgarten-Einfriedung                                                               | Eisengitterzaun, gleichzeitig | D-5-64-000-544 Wikidata  | weitere Bilder |
| Fürther Straße 17 a (Standort)                                                           | Mietshaus                                                                           | Viergeschossiger, traufständiger Sandsteinquaderbau mit Satteldach und Risalit, reich gegliederte Neurenaissance, um 1880/85 | D-5-64-000-545 Wikidata  | weitere Bilder |
| Fürther Straße 18 (Standort)                                                             | Mietshaus                                                                           | Viergeschossiger, traufständiger Sandsteinquaderbau mit Satteldach und zweigeschossigem, einachsigem Erker mit Eisenbalkonbrüstung, im Stil der Neurenaissance, um 1885, 2006 teilweise erneuert | D-5-64-000-546 Wikidata  | weitere Bilder |
| Fürther Straße 18 (Standort)                                                             | Rückgebäude                                                                         | Werkstatt und Lager, zeitweilig Treibriemen- und Lederwarenfabrik Stierstorfer und Nägele, dreigeschossiger, abgewinkelter Sichtziegelbau mit Sattel- und Pultdach, gleichzeitig, teilweise aufgestockt | D-5-64-000-546           | weitere Bilder |
| Fürther Straße 22 (Standort)                                                             | Mietshaus                                                                           | Viergeschossiger, traufständiger Sandsteinquaderbau mit Satteldach und zweigeschossigem, einachsigem Erker mit Eisenbalkonbrüstung, Neurenaissance- und Neubarockformen, um 1885 | D-5-64-000-547 Wikidata  | weitere Bilder |
| Fürther Straße 25 (Standort)                                                             | Mietshaus                                                                           | Viergeschossiger, traufständiger Sandsteinquaderbau mit Satteldach und zweigeschossigem Chörlein mit Dreiecksgiebel, im Stil der Neurenaissance, um 1885/90 | D-5-64-000-548 Wikidata  | weitere Bilder |
| Fürther Straße 29 (Standort)                                                             | Gasthaus                                                                            | Zweigeschossiger Sandsteinquaderbau mit Satteldach, um 1850 | D-5-64-000-550 Wikidata  | weitere Bilder |
| Fürther Straße 34 (Standort)                                                             | Mietshaus                                                                           | Dreigeschossiger, traufständiger Sandsteinquaderbau mit Satteldach, Zwerchgiebel und eingeschossigem Sandsteinerker mit Balkonbrüstung, verputztes Erdgeschoss an Straßenfassade, in Neurenaissance- und Neubarockformen, um 1880/90 | D-5-64-000-551 Wikidata  | weitere Bilder |
| Fürther Straße 36 (Standort)                                                             | Mietshaus                                                                           | Viergeschossiger Sandsteinquaderbau in Ecklage mit Walmdach und rustiziertem Erdgeschoss, Neurenaissance- und Neubarockformen, um 1880/90 | D-5-64-000-552           | weitere Bilder |
| Fürther Straße 54; Fürther Straße 56 (Standort)                                          | Mietspalast                                                                         | Viergeschossiger, traufseitiger Sandsteinquaderbau mit Satteldach und Dachgauben, zwei dreigeschossigen Erkern und mittig angelegter dreigeschossiger, breit gelagerter Loggia, reiche Neurenaissanceformen, um 1895 | D-5-64-000-553           | weitere Bilder |
| Fürther Straße 58 (Standort)                                                             | Mietshaus                                                                           | Viergeschossiger Mansarddachbau mit Zwerchgiebel, Sandsteinfassade und zweigeschossigem Sandsteinerker mit Eisenbalkonbrüstung, im Stil der Neurenaissance, um 1890, 1997/98 teilweise erneuert | D-5-64-000-554           | weitere Bilder |
| Fürther Straße 58 a (Standort)                                                           | Mietshaus                                                                           | Viergeschossiger Satteldachbau in Ecklage mit Zwerchgiebel, zweigeschossigem Erker mit Balkonbrüstung und dreigeschossigem, polygonalem Eckerker mit Kuppelhaube und Laterne, Sandsteinquaderbau, reiche Neurenaissanceformen, um 1890 | D-5-64-000-555           | weitere Bilder |
| Fürther Straße 61 (Standort)                                                             | Wohn- und Geschäftshaus mit Kino Rio-Palast                                         | Fünfgeschossiger, traufständiger Walmdachbau mit Eisenbalkonbrüstung, im Erdgeschoss zurückversetzter Eingangsbereich mit umlaufenden, flachen Vordach, innen dreigeschossiges Foyer mit geschwungener Treppe, hier auch Sgraffito und mosaizierte Stützen, von Hans Huthöfer, 1955/56 | D-5-64-000-2498 Wikidata | weitere Bilder |
| Fürther Straße 67 (Standort)                                                             | Mietshaus                                                                           | Dreigeschossiger, traufständiger Sandsteinquaderbau mit Mansarddach, Dachgauben und Balkon, im Stil der Neurenaissance, um 1890 | D-5-64-000-557 Wikidata  | weitere Bilder |
| Gostenhofer Hauptstraße 24 (Standort)                                                    | Mietshaus                                                                           | Fünfgeschossiger, traufständiger Satteldachbau mit Sandsteinstraßenfassade, Zwerchgiebel und dreigeschossigem, polygonalem Sandsteineckerker, im Neu-Nürnberger-Stil, von Hans Fourne, 1908; siehe auch Gostenhofer Hauptstraße 26 | D-5-64-000-640 Wikidata  | weitere Bilder |
| Gostenhofer Hauptstraße 24 (Standort)                                                    | Rückgebäude, Mietshaus                                                              | Viergeschossiger Putzbau mit Pultdach, gleichzeitig | D-5-64-000-640 Wikidata  | BW             |
| Gostenhofer Hauptstraße 26 (Standort)                                                    | Mietshaus                                                                           | Fünfgeschossiger, traufständiger Satteldachbau mit Schleppgauben, Sandsteinstraßenfassade, eingeschossigem Chörlein und zweigeschossigem Chörlein, im Neu-Nürnberger-Stil, von Hans Fourne, 1908; siehe auch Gostenhofer Hauptstraße 24. | D-5-64-000-2782 Wikidata | weitere Bilder |
| Gostenhofer Hauptstraße 29 (Standort)                                                    | Mietshaus                                                                           | Fünfgeschossiger Mansarddachbau mit Dachgauben und dreigeschossigem Erker mit Eisenbalkonbrüstung, Putzbau mit kolossaler Pilastergliederung, klassizisierender Jugendstil, um 1911 | D-5-64-000-641 Wikidata  | weitere Bilder |
| Gostenhofer Hauptstraße 29 (Standort)                                                    | Rückgebäude, Mietshaus                                                              | dreigeschossiger, hakenförmiger Backsteinbau mit Satteldach, gleichzeitig | D-5-64-000-641 Wikidata  | weitere Bilder |
| Gostenhofer Hauptstraße 50 (Standort)                                                    | Mietshaus                                                                           | Viergeschossiger Mansarddachbau mit Sandsteinstraßenfassade, Dacherkern mit Spitzhelmen, zweigeschossigem, zweiachsigem Sandsteinerker mit Balkonbrüstung und zweigeschossigem Chörlein, sehr reich im Neu-Nürnberger-Stil, um 1900 | D-5-64-000-642 Wikidata  | weitere Bilder |
| Gostenhofer Hauptstraße 50 (Standort)                                                    | Rückgebäude, Mietshaus                                                              | Viergeschossiger Backsteinbau mit Pultdach, gleichzeitig | D-5-64-000-642 Wikidata  | BW             |
| Gostenhofer Hauptstraße 54 (Standort)                                                    | Mietshaus                                                                           | Viergeschossiger, traufständiger Satteldachbau, Backsteinbau mit rustiziertem Sandsteinerdgeschoss und -gliederung sowie mit Eisenbalkonen, im Stil der Neurenaissance, um 1885/90 | D-5-64-000-643 Wikidata  | weitere Bilder |
| Gostenhofer Hauptstraße 55 (Standort)                                                    | Mietshaus                                                                           | Dreigeschossiger Mansarddachbau mit Sandsteinstraßenfassade, Dachgaube und dreigeschossigem, zweiachsigem Erker mit Walmdach, manieristisch im Neu-Nürnberger-Stil, um 1890 | D-5-64-000-2311 Wikidata | weitere Bilder |
| Gostenhofer Hauptstraße 56 (Standort)                                                    | Mietshaus                                                                           | Viergeschossiger, traufständiger Satteldachbau mit breit gelagertem Zwerchhaus, Sandsteinstraßenfassade mit Sandstein- und Eisenbalkonen, sehr reicher Neurenaissance- und Neubarockdekor, bezeichnet „1888“ | D-5-64-000-644 Wikidata  | weitere Bilder |
| Gostenhofer Hauptstraße 57 (Standort)                                                    | Mietshaus                                                                           | Dreigeschossiger Mansarddachbau mit Dacherkern, Sandsteinstraßenfassade und dreigeschossigem, zweiachsigem Erker mit Walmdach, manieristisch im Neu-Nürnberger-Stil, um 1890 | D-5-64-000-2312          | weitere Bilder |
| Gostenhofer Hauptstraße 58 (Standort)                                                    | Mietshaus in Ecklage                                                                | Viergeschossiger Satteldachbau mit breit gelagerten Schleppgauben, Sichtziegelbau mit Sandsteinerdgeschoss, Sandsteingliederung, zwei zweigeschossigen Sandsteineckerkern und Balkon, reicher Neubarockdekor, um 1890, teilweise nach Kriegsbeschädigung erneuert | D-5-64-000-645           | weitere Bilder |
| Gostenhofer Hauptstraße 69 (Standort)                                                    | Mietshaus in Ecklage                                                                | Dreigeschossiger Mansardwalmdachbau mit Dachgauben, Backsteinbau mit zweigeschossigem Sandsteineckerker, im Stil der Neurenaissance, bezeichnet „1881“ | D-5-64-000-646           | weitere Bilder |
| Gostenhofer Hauptstraße 71 (Standort)                                                    | Mietshaus in Ecklage                                                                | Viergeschossiger Mansarddachbau mit Sandsteinfassaden und Backsteinmansarde mit Zierfachwerk, mit Zwerchhäusern mit Ziergiebel, Zwerchhaus mit Pyramidendach, viergeschossigem, polygonalem Sandsteineckerker mit Spitzhelm, dreigeschossigem Flacherker und Eisenbalkon, im Neu-Nürnberger-Stil, nach 1895 | D-5-64-000-647 Wikidata  | weitere Bilder |
| Gostenhofer Hauptstraße 71 (Standort)                                                    | Vorgarten-Einfriedung                                                               | Eisengitterzaun, gleichzeitig | D-5-64-000-647 Wikidata  | weitere Bilder |
| Gostenhofer Hauptstraße 73 (Standort)                                                    | Mietshaus                                                                           | Viergeschossiger Mansarddachbau mit Sandsteinstraßenfassade, Zwerchhäusern mit Ziergiebel, Dacherkern mit Spitzhelmen und zweigeschossigem Flacherker aus Sandstein, im Neu-Nürnberger-Stil mit neugotischen Formen, nach 1895 | D-5-64-000-648           | weitere Bilder |
| Hessestraße 4 (Standort)                                                                 | Ehemaliges Verwaltungsgebäude des Linde-Kühlwerks II, jetzt Wohn- und Geschäftshaus | Viergeschossiger Klinkerbau mit Mansardwalmdach und Dachgauben, südwestlich angeschlossen dreigeschossiger Anbau mit Flachdach, bezeichnet „1926“ | D-5-64-000-762           | weitere Bilder |
| Hessestraße 5; Hessestraße 7 (Standort)                                                  | Blechspielwarenfabrik G. G. Kellermann u. Co.                                       | Fabrikbau, viergeschossiger, traufständiger Putzbau mit Satteldach auf hohem Sockelgeschoss, Portal mit skulpturalem Dekor, im Stil der Neuen Sachlichkeit, bezeichnet „1925“ | D-5-64-000-763           | weitere Bilder |
| Hessestraße 9 (Standort)                                                                 | Mietshaus                                                                           | Viergeschossiger Mansarddachbau mit Zwerchgiebel und Dachgauben, Putzbau mit Sandsteinerdgeschoss und dreigeschossigem, zweiachsigem Sandsteinerker mit Balkonbrüstung, Jugendstil, um 1906 | D-5-64-000-764           | weitere Bilder |
| Hessestraße 13; am Mietshaus (Standort)                                                  | Jugendstilstuckdekor im Giebelfeld                                                  | 1905 | D-5-64-000-765           | weitere Bilder |
| Hessestraße 16 (Standort)                                                                | Mietshaus                                                                           | Viergeschossiger Mansarddachbau, Putzbau mit Sandsteinerdgeschoss und breit gelagertem, viergeschossigem Erker mit offener Loggia und Mansardwalmdach, klassizisierender Spätjugendstil, bezeichnet „1913“ | D-5-64-000-766           | weitere Bilder |
| Hessestraße 21 (Standort)                                                                | Mietshaus                                                                           | Viergeschossiger Mansarddachbau mit Sandsteinstraßenfassade und zweigeschossigem Chörlein, in neugotischen Formen, um 1900 | D-5-64-000-767           | weitere Bilder |
| Himpfelshofstraße 1 (Standort)                                                           | Mietshaus                                                                           | Viergeschossiger Sandsteinquaderbau mit Walmdach, zweigeschossigem Erker an Straßenfassade, dreigeschossigem Erker an Seitenfassade und dreigeschossigem Eckerker mit Zeltdach und Balkonbrüstung, im Stil der manieristischen Neurenaissance, bezeichnet „1893“, Ladeneinbau im Erdgeschoss modern | D-5-64-000-771           | weitere Bilder |
| Himpfelshofstraße 3 (Standort)                                                           | Mietshaus                                                                           | Dreigeschossiger Mansarddachbau mit hohem Sockelgeschoss, Sichtziegelbau mit Sandsteinstraßenfassade, im Stil der manieristischen Neurenaissance, um 1895 | D-5-64-000-772           | weitere Bilder |
| Himpfelshofstraße 5 (Standort)                                                           | Mietshaus                                                                           | Dreigeschossiger Mansarddachbau auf hohem Sockelgeschoss, Sichtziegelbau mit Sandsteinsockel und reicher Werksteingliederung, im Stil der Neurenaissance, um 1895, Mansardengeschoss modern | D-5-64-000-773           | weitere Bilder |
| Hirtengasse 3 (Standort)                                                                 | Mietshaus                                                                           | Dreigeschossiger Mansarddachbau mit Sandsteinstraßenfassade, Dacherkern mit Spitzhelmen und zwei zweigeschossigen Sandsteinchörlein mit Schweifgiebel, Jugendstil, um 1904 | D-5-64-000-790 Wikidata  | weitere Bilder |
| Hirtengasse 9 (Standort)                                                                 | Mietshaus                                                                           | Viergeschossiger, traufständiger Satteldachbau mit Zwerchgiebel, Sandsteinstraßenfassade und dreigeschossigem, zweiachsigem Sandsteinerker, historisierender Jugendstil, um 1905 | D-5-64-000-791 Wikidata  | weitere Bilder |
| Hirtengasse 9 (Standort)                                                                 | Rückgebäude, Mietshaus                                                              | Dreigeschossiger Backsteinbau mit Fachwerk-Aufstockung, Pultdach, gleichzeitig | D-5-64-000-791 Wikidata  | BW             |
| Hirtengasse 11 (Standort)                                                                | Mietshaus                                                                           | Viergeschossiger Mansarddachbau mit Sandsteinstraßenfassade, Dacherkern mit Walmdächern und zwei zweigeschossigen Chörlein mit Eisenbalkonbrüstung, reiche manieristische Neurenaissance, um 1900 | D-5-64-000-792           | weitere Bilder |
| Hochstraße 11 (Standort)                                                                 | Mietshaus                                                                           | Dreigeschossiger Traufseitbau, Sichtziegelbau mit Erdgeschoss und Mittelteil aus Sandstein, reiche Werksteingliederung in Formen der Neurenaissance, bezeichnet „1890“, Ladenfenster an Fassade modern | D-5-64-000-793           | weitere Bilder |
| Hochstraße 18, Solgerstraße 10 (Standort)                                                | Mietshaus                                                                           | Viergeschossiger gebauter Sandsteinquaderbau in Ecklage mit Mansarddach, Eckzwerchgiebel und Dachgauben mit Rundbogenfenstern, im gotisierenden Neu-Nürnberger-Stil, von G. Wilfert, 1899 | D-5-64-000-1877          | weitere Bilder |
| Hochstraße 19 (Standort)                                                                 | Mietshaus                                                                           | Viergeschossiger Sandsteinquaderbau in Ecklage mit Walmdach, dreigeschossigem Erker und Eckerker, in Formen der Neurenaissance und des Neubarock, um 1890/1900, Aufstockung modern | D-5-64-000-794           | weitere Bilder |
| Hochstraße 20 (Standort)                                                                 | Mietshaus                                                                           | Viergeschossiger Mansarddachbau mit Chörlein und Eckchörlein im Jugendstildekor, um 1905 | D-5-64-000-795           | weitere Bilder |
| Hochstraße 20 (Standort)                                                                 | Vorgarten-Einfriedung und Gittertor                                                 | Eisengitterzaun, gleichzeitig | D-5-64-000-795           | weitere Bilder |
| Hochstraße 21 (Standort)                                                                 | Mietshaus                                                                           | Viergeschossiger Sandsteinquaderbau mit Walmdach, zweigeschossigem Erker mit Balkonbrüstung und Zwerchhaus, reich im gotisierenden Neu-Nürnberger-Stil, um 1890/1900, Aufstockung modern | D-5-64-000-796           | BW             |
| Hochstraße 22 (Standort)                                                                 | Mietshaus                                                                           | Viergeschossiges Mansarddachhaus mit dreigeschossigem Erker mit Balkonbrüstung, Zwerchgiebel und Dachgauben, im neobarocken Stil, um 1900 | D-5-64-000-797           | weitere Bilder |
| Hochstraße 22 (Standort)                                                                 | Vorgarten-Einfriedung                                                               | Eisengitterzaun, gleichzeitig | D-5-64-000-797           | weitere Bilder |
| Hochstraße 28 (Standort)                                                                 | Mietshaus                                                                           | Viergeschossiger Satteldachbau in Ecklage mit getrepptem Zwerchgiebel, Dachgauben, zweigeschossigem Flacherker mit Walmdach und dreigeschossigem Flacherker mit Walmdach, klassizisierende Gliederung und rokokohafter Stuck, um 1890 | D-5-64-000-798           | weitere Bilder |
| Hochstraße 28 (Standort)                                                                 | Vorgarten-Einfriedung                                                               | Eisengitterzaun, gleichzeitig | D-5-64-000-798           | weitere Bilder |
| Hochstraße 30 (Standort)                                                                 | Mietshaus                                                                           | Viergeschossiger Mansarddachbau mit Zwerchgiebel, Dachgauben und zweigeschossigem, zweiachsigem Flacherker mit Walmdach, klassizisierende Gliederung und rokokohafter Stuck, um 1890 | D-5-64-000-2776          | weitere Bilder |
| Hochstraße 30 (Standort)                                                                 | Vorgarten-Einfriedung                                                               | Eisengitterzaun, gleichzeitig | D-5-64-000-2776          | weitere Bilder |
| Hochstraße 31 (Standort)                                                                 | Mietshaus                                                                           | Viergeschossiger Sandsteinquaderbau mit Walmdach, Zwerchhäusern und hölzernen Dachgauben mit Spitzhelmen und zweigeschossigem Erker mit darüber befindlicher hölzerner Loggia, im reichen Neu-Nürnberger-Stil mit Renaissance- und Gotikformen, um 1890 | D-5-64-000-799           | weitere Bilder |
| Hochstraße 32 (Standort)                                                                 | Mietshaus                                                                           | Dreigeschossiger Mansarddachbau, Dacherker mit Satteldach, zwei zweigeschossige Sandsteinerker mit Walmdach, in neoklassizistischen Formen, um 1890/1900 | D-5-64-000-800           | weitere Bilder |
| Hochstraße 32 (Standort)                                                                 | Vorgarten-Einfriedung                                                               | Eisengitterzaun, gleichzeitig | D-5-64-000-800           | weitere Bilder |
| Hochstraße 33 (Standort)                                                                 | Mietshaus                                                                           | Viergeschossiger Walmdachbau mit Dachgauben mit Dreiecks- und Segmentgiebeln und zwei dreigeschossigen Erkern, in Formen des florealen Jugendstils, um 1904 | D-5-64-000-801           | weitere Bilder |
| Hochstraße 31 (Standort)                                                                 | Rückgebäude, Mietshaus                                                              | Dreigeschossiger, geschlämmter Ziegelbau mit Dachgauben, gleichzeitig | D-5-64-000-801           | BW             |
| Hochstraße 38 (Standort)                                                                 | Mietshaus                                                                           | Viergeschossiger Satteldachbau mit Sandsteinerdgeschoss und zweigeschossigem Erker mit Eisenbalkonbrüstung, Jugendstildekor, um 1904 | D-5-64-000-802           | weitere Bilder |
| Hochstraße 38 (Standort)                                                                 | Vorgarten-Einfriedung                                                               | Eisengitterzaun, gleichzeitig | D-5-64-000-802           | weitere Bilder |
| Hochstraße 40 (Standort)                                                                 | Mietshaus                                                                           | Viergeschossiger Satteldachbau mit Sandsteinerdgeschoss und zweigeschossigem, zweiachsigem Sandsteinerker mit Eisenbalkonbrüstung, geometrische Jugendstilformen, um 1904 | D-5-64-000-2777          | weitere Bilder |
| Hochstraße 40 (Standort)                                                                 | Vorgarten-Einfriedung                                                               | Eisengitterzaun, gleichzeitig | D-5-64-000-2777          | weitere Bilder |
| Hochstraße 42 (Standort)                                                                 | Mietshaus                                                                           | Viergeschossiger Satteldachbau mit Sandsteinerdgeschoss und zweigeschossigem, zweiachsigem Sandsteinerker mit Eisenbalkonbrüstung, geometrische Jugendstilformen, um 1904 | D-5-64-000-2778          | weitere Bilder |
| Hochstraße 42 (Standort)                                                                 | Vorgarten-Einfriedung                                                               | Eisengitterzaun, gleichzeitig | D-5-64-000-2778          | weitere Bilder |
| Kernstraße 3 (Standort)                                                                  | Mietshaus                                                                           | Dreigeschossiger, traufständiger Sandsteinquaderbau mit Satteldach und reicher Sandsteingliederung im Stil der Neurenaissance, um 1890, Aufstockung modern | D-5-64-000-974           | weitere Bilder |
| Kernstraße 6 (Standort)                                                                  | Schulhaus                                                                           | Dreigeschossiger Walmdachbau mit zwei Flachrisaliten mit großen, zweigeschossigen Rundbogenfenstern, Sichtziegelbau mit Hausteingliederung, im Stil der Neurenaissance, 1883 | D-5-64-000-975           | weitere Bilder |
| Kernstraße 6 (Standort)                                                                  | Bronzene Erinnerungsplakette an Johann Wendler                                      | Förderer des 1794 errichteten ersten Schulhauses in Gostenhof | D-5-64-000-975           | BW             |
| Kernstraße 8 (Standort)                                                                  | Aula im Hof                                                                         | Eingeschossiger Pavillonbau mit Walmdach, Sichtziegelbau mit Hausteingliederung, im Stil der Neurenaissance, gleichzeitig | D-5-64-000-975           | BW             |
| Kernstraße 9 (Standort)                                                                  | Mietshaus                                                                           | Dreigeschossiger Mansarddachbau mit Dachgauben, Sandsteinstraßenfassade und Toreinfahrt, im Stil der Neurenaissance, um 1890 | D-5-64-000-976           | weitere Bilder |
| Kernstraße 9 (Standort)                                                                  | Rückgebäude, Mietshaus                                                              | Dreigeschossiger Sichtziegelbau mit Satteldach, gleichzeitig | D-5-64-000-976           | BW             |
| Kernstraße 11 (Standort)                                                                 | Mietshaus                                                                           | Dreigeschossiger Mansarddachbau mit Dachgauben, Sandsteinstraßenfassade und Toreinfahrt, im Stil der Neurenaissance, um 1890 | D-5-64-000-2779          | weitere Bilder |
| Kernstraße 11 (Standort)                                                                 | Rückgebäude, Mietshaus                                                              | Dreigeschossiger Sichtziegelbau mit Satteldach, gleichzeitig | D-5-64-000-2779          | BW             |
| Kernstraße 21 (Standort)                                                                 | Mietshaus in Ecklage                                                                | Dreigeschossiger Mansarddachbau mit Dacherkern, Sandsteinfassaden, zweigeschossigem Sandsteinerker und rundem, dreigeschossigem Eckerker mit Spitzhelm, in neugotischen Formen, um 1900 | D-5-64-000-977           | weitere Bilder |
| Kernstraße 24 (Standort)                                                                 | Mietshaus in Ecklage                                                                | Viergeschossiger Mansarddachbau mit Dacherkern, Sandsteinfassaden, zweigeschossigen Flacherkern und rundem, viergeschossigem Eckerker, in neugotischen Formen, um 1900 | D-5-64-000-978           | weitere Bilder |
| Kernstraße 28 (Standort)                                                                 | Mietshaus                                                                           | Dreigeschossiger Mansarddachbau mit Dacherkern, Backsteinbau mit Sandsteinerdgeschoss und Hausteingliederung, reicher Neurenaissancedekor, um 1890/1900; einheitlich gestaltet mit Kernstraße 30 | D-5-64-000-979           | weitere Bilder |
| Kernstraße 28 (Standort)                                                                 | Rückgebäude, Mietshaus                                                              | Dreigeschossiger Backsteinbau mit Sandsteingliederung, Mansarddach und Dacherkern, gleichzeitig | D-5-64-000-979           | BW             |
| Kernstraße 30 (Standort)                                                                 | Mietshaus                                                                           | Dreigeschossiger Mansarddachbau mit Dacherkern, Backsteinbau mit Sandsteingliederung, reicher Neurenaissancedekor, um 1890/1900, teilweise erneuert; einheitlich gestaltet mit Kernstraße 28 | D-5-64-000-980           | weitere Bilder |
| Kernstraße 33 (Standort)                                                                 | Mietshaus                                                                           | Dreigeschossiger Mansarddachbau mit Dachgauben, Sichtziegelbau mit Sandsteinerdgeschoss und Sandsteingliederung, im Neurenaissancestil, um 1890/1900; einheitlich gestaltet mit Volprechtstraße 7 | D-5-64-000-981           | weitere Bilder |
| Kernstraße 37 (Standort)                                                                 | Mietshaus                                                                           | Dreigeschossiger Mansarddachbau mit Dachgauben und Toreinfahrt, Backsteinbau mit Sandsteingliederung, im Stil der Neurenaissance, um 1890/1900 | D-5-64-000-982           | weitere Bilder |
| Kernstraße 37 (Standort)                                                                 | Rückgebäude                                                                         | Zweigeschossiger Backsteinbau mit Mansarddach, gleichzeitig | D-5-64-000-982           | BW             |
| Kernstraße 40 (Standort)                                                                 | Mietshaus                                                                           | Dreigeschossiger Mansarddachbau mit Dachgauben und Toreinfahrt, Backsteinbau mit Sandsteingliederung, im Stil der Neurenaissance, um 1890/1900 | D-5-64-000-983           | BW             |
| Kernstraße 40 (Standort)                                                                 | Rückgebäude, Mietshaus                                                              | Zweigeschossiger Mansarddachbau, gleichzeitig | D-5-64-000-983           | BW             |
| Kleinweidenmühle 1 (Standort)                                                            | Mietswohnhaus                                                                       | dreigeschossiger, über unregelmäßig L-förmiger Grundlinie errichteter Sichtziegelsteinbau mit Mansarddach und Gauben mit Haubendächern, an der abgeschrägten Ecke dreigeschossiger Erkerturm mit Pyramidendach und Haubenaufsatz, reiche Sandsteingliederung, Neurenaissance, bez. 1895 | D-5-64-000-3818          | weitere Bilder |
| Kleinweidenmühle 1 (Standort)                                                            | Einfriedung                                                                         | Metallgitterzaun mit Steinpfosten und Metallgittertor, gleichzeitig | D-5-64-000-3818          | weitere Bilder |
| Kleinweidenmühle 6 (Standort)                                                            | Wohnhaus                                                                            | Breit gelagerter Giebelbau, Sandsteinmauerwerk mit Fachwerkgiebel, im Kern zweite Hälfte 16. Jahrhundert | D-5-64-000-1026          | weitere Bilder |
| Kleinweidenmühle 7 (Standort)                                                            | Wohnhaus                                                                            | Breit gelagerter, zweigeschossiger Satteldachbau mit Sandsteinquadermauerwerk, Fachwerkobergeschoss und Dacherker, polygonaler, viergeschossiger Treppenturm mit Fachwerk an Giebelseite, um 1550 | D-5-64-000-1027          | weitere Bilder |
| Kleinweidenmühle 8 (Standort)                                                            | Wohnhaus                                                                            | Langgestreckter, zweigeschossiger Mansarddachbau mit Schopf und Dacherkern, Sandsteinmauerwerk und teilweise verputztem Fachwerkobergeschoss, 17./18. Jahrhundert | D-5-64-000-1028          | weitere Bilder |
| Kleinweidenmühle 10 (Standort)                                                           | Ehemaliges Wirtschaftsgebäude                                                       | Eingeschossiger Sandsteinquaderbau, Mansarddach mit Schopf, 18. Jahrhundert | D-5-64-000-1029          | weitere Bilder |
| Knauerstraße 10 (Standort)                                                               | Mietshaus                                                                           | Viergeschossiger, traufständiger Satteldachbau mit Sandsteinfassaden, Zwerchgiebeln, Dacherkern und zwei dreigeschossigen Sandsteinerkern, im Neu-Nürnberger-Stil, bezeichnet „1899“ | D-5-64-000-1036          | weitere Bilder |
| Knauerstraße 8 (Standort)                                                                | Rückgebäude                                                                         | viergeschossiger, hakenförmiger Satteldachbau mit Zwerchgiebeln, Dacherkern und Treppenturm, Sichtziegelbau mit Sandsteinsockel und -gliederung, gleichzeitig | D-5-64-000-1036          | weitere Bilder |
| Knauerstraße 10 (Standort)                                                               | Einfriedung                                                                         | Ziegelmauer, gleichzeitig | D-5-64-000-1036          | weitere Bilder |
| Knauerstraße 17 (Standort)                                                               | Mietshaus in Ecklage                                                                | Viergeschossiger Satteldachbau mit Zwerchhäusern, Dachgauben und zwei breit gelagerten, dreigeschossigen Erkern mit Eisenbalkonbrüstungen, Stirnseite mit turmartigen Runderkern und Eisenbalkonen, Putzbau mit Sandsteinerdgeschoss und -gliederung, Spätjugendstil, bezeichnet „1906“ | D-5-64-000-1037          | weitere Bilder |
| Knauerstraße 20 (Standort)                                                               | Mädchen- und Knabenschule, jetzt Grundschule                                        | Viergeschossiger, hakenförmiger Satteldachbau mit Seitenrisaliten mit Volutengiebel, Dachreiter und Schleppgauben, Putzbau mit Sandsteinsockel und -gliederung und reichen Sandsteinportalen, im Stil der Neurenaissance, bezeichnet „1901“ | D-5-64-000-1038          | weitere Bilder |
| Knauerstraße 20 (Standort)                                                               | Einfriedung                                                                         | Sandsteinmauer mit Eisengitterzaun sowie Sandsteinrundbogenportal im Neurenaissancestil an Westseite, gleichzeitig | D-5-64-000-1038          | weitere Bilder |
| Knauerstraße 25 (Standort)                                                               | Mietshaus                                                                           | Viergeschossiger Mansarddachbau mit Sandsteinstraßenfassade, Zwerchhaus mit Volutengiebel, Dachgauben und dreigeschossigem, zweiachsigem Sandsteinerker, im Neu-Nürnberger-Stil mit neugotischem Dekor, um 1895 | D-5-64-000-1039          | weitere Bilder |
| Knauerstraße 26 (Standort)                                                               | Mietshaus in Ecklage                                                                | Viergeschossiger Mansarddachbau mit Sandsteinstraßenfassaden, Dachgauben, Eisenbalkonen und zweigeschossigem Dreiseiterker mit Eisenbalkonbrüstung, im Neu-Nürnberger-Stil mit reichem neugotischem Dekor, um 1890 | D-5-64-000-1040          | weitere Bilder |
| Knauerstraße 26 (Standort)                                                               | Eisengittertor                                                                      | Gleichzeitig | D-5-64-000-1040          | weitere Bilder |
| Knauerstraße 27 (Standort)                                                               | Mietshaus                                                                           | Viergeschossiger Mansarddachbau mit Sandsteinstraßenfassade, Voluten-Zwerchgiebel, Dacherkern mit Spitzhelmen und dreigeschossigem, zweiachsigem Sandsteinerker, gotisierender Neu-Nürnberger-Stil, um 1895 | D-5-64-000-1041          | weitere Bilder |
| Knauerstraße 28 (Standort)                                                               | Mietshaus                                                                           | Viergeschossiger Mansarddachbau mit Sandsteinstraßenfassade, Zwerchhaus mit Volutengiebel, Dacherker mit Spitzhelmen und Sandsteinerker mit Balkonbrüstung, im Neu-Nürnberger-Stil, um 1890 | D-5-64-000-1042          | weitere Bilder |
| Kontumazgarten 4 (Standort)                                                              | Mietshaus                                                                           | Viergeschossiger Walmdachbau mit zwei Chörlein, verputztes Ziegelmauerwerk, Rückflügel mit geschlämmtem Ziegelmauerwerk, mit neugotischem Dekor, bezeichnet „1904“ | D-5-64-000-1078          | weitere Bilder |
| Moltkestraße 2 (Standort)                                                                | Mietshaus                                                                           | Freistehendes, dreigeschossiges Eckhaus mit Treppengiebel, zweigeschossigem Eckerker mit Balkonbrüstung, hölzernem Eckacherker mit Spitzhelm und Dachgauben, im Neu-Nürnberger-Stil, um 1890/1900 | D-5-64-000-1351          | weitere Bilder |
| Moltkestraße 2 (Standort)                                                                | Vorgarten-Einfriedung                                                               | Eisengitterzaun, gleichzeitig | D-5-64-000-1351          | weitere Bilder |
| Moltkestraße 3 (Standort)                                                                | Mietshaus                                                                           | Viergeschossiger Sandsteinquaderbau auf hohem Sockelgeschoss mit Mansardwalmdach, zwei Zwerchhäusern mit Pyramidendach, Dachgauben und dreigeschossigem Erker, im Neu-Nürnberger-Stil, um 1900 | D-5-64-000-1352          | weitere Bilder |
| Moltkestraße 3, Deutschherrnstraße 31 (Standort)                                         | Eisengittertor                                                                      | gleichzeitig | D-5-64-000-1352          | BW             |
| Moltkestraße 4 (Standort)                                                                | Mietshaus                                                                           | Viergeschossiger Mansarddachbau mit dreigeschossigem, vierachsigem Erker, darüber zweiachsiger Erker und Zwerchhaus mit vorkragendem Mittelteil, reicher Neu-Nürnberger-Stil in Formen der Neugotik, bezeichnet „1900“ | D-5-64-000-1353          | weitere Bilder |
| Moltkestraße 4 (Standort)                                                                | Vorgarten-Einfriedung und Gittertor                                                 | Eisengitterzaun, gleichzeitig | D-5-64-000-1353          | weitere Bilder |
| Moltkestraße 5 (Standort)                                                                | Mietshaus                                                                           | Viergeschossiger Sandsteinquaderbau mit Mansarddach mit Schopf, Zwerchgiebel und dreigeschossigem Erker, in Formen des historisierenden Jugendstils, bezeichnet „1900“ | D-5-64-000-1354          | weitere Bilder |
| Moltkestraße 5 (Standort)                                                                | Rückgebäude, Mietshaus                                                              | Dreigeschossiger Pultdachbau mit weit vorkragendem, viergeschossigem Risalit, gleichzeitig | D-5-64-000-1354          | BW             |
| Moltkestraße 5 (Standort)                                                                | Werkstattgebäude                                                                    | zweigeschossiger, geschlämmter Ziegelbau mit Pultdach, gleichzeitig | D-5-64-000-1354          | BW             |
| Moltkestraße 5 (Standort)                                                                | Einfriedung                                                                         | Geschlämmte Ziegelmauer und Eisengittertor, gleichzeitig | D-5-64-000-1354          | BW             |
| Moltkestraße 6 (Standort)                                                                | Mietshaus                                                                           | Fünfgeschossiger Walmdachbau mit Mittelrisalit und vom Jugendstil beeinflusstem neugotischem Dekor, um 1900 | D-5-64-000-1355          | weitere Bilder |
| Moltkestraße 6 (Standort)                                                                | Vorgarten-Einfriedung und Gittertor                                                 | Eisengitterzaun, gleichzeitig | D-5-64-000-1355          | weitere Bilder |
| Nähe Westtorgraben, seit 1962 im Bereich des ehem. Kontumazgarten aufgestellt (Standort) | Figur von König Cyrus                                                               | Sandstein, barock, erste Hälfte 18. Jahrhundert | D-5-64-000-1079          | weitere Bilder |
| Obere Kanalstraße 25 (Standort)                                                          | Ehemaliges Fabrikgebäude, 1934–42 jüdische Gemeindeschule                           | dreigeschossiger, traufständiger Ziegelsteinbau mit asymmetrischen Satteldach, flachem Mittelrisalit mit Zwerchhaus und Segmentgiebel sowie Lisenen- und Gesimsgliederung, rückseitig zwei Seitenflügel mit Pultdächern und Fachwerk-Kniestock, 1914, Umbau zum Schulhaus durch Albert Stamm, 1934. | D-5-64-000-4863          | BW             |
| Obere Turnstraße 9 (Standort)                                                            | Wohnhaus                                                                            | Dreigeschossiger Sandsteinquaderbau mit Satteldach und vierachsigem Zwerchhaus, Stichbogen- und Rundbogenfenster, um 1860 | D-5-64-000-1439 Wikidata | weitere Bilder |
| Obere Turnstraße 11 (Standort)                                                           | Wohnhaus                                                                            | Zweigeschossiger Traufseitbau mit mittig gruppierten Stichbogenfenstern, dreiachsiges Zwerchhaus mit Rundbogenfenstern, spätklassizistisch, um 1860 | D-5-64-000-1440 Wikidata | weitere Bilder |
| Osianderstraße 8 (Standort)                                                              | Mietshaus                                                                           | Viergeschossiger, traufständiger Satteldachbau, Backsteinbau mit Sandsteinstraßenfassade, dreigeschossigem, zweiachsigem Sandsteinerker und dreigeschossigem, dreiseitigem Eckerker, reich historisierende Formen mit Jugendstileinschlag, um 1895/1900 | D-5-64-000-1471          | weitere Bilder |
| Osianderstraße 8 (Standort)                                                              | Einfriedung                                                                         | Ziegelmauer und Eisengittertor, gleichzeitig | D-5-64-000-1471          | weitere Bilder |
| Petzoltstraße 3 (Standort)                                                               | Mietshaus                                                                           | Dreigeschossiger Mansarddachbau mit Sandsteinstraßenfassade, Dachgauben und Mittelrisalit, im neubarocken Stil, um 1890, Seitenflügel an Hofseite 1940 | D-5-64-000-1520          | weitere Bilder |
| Petzoltstraße 3 (Standort)                                                               | Rückgebäude, Mietshaus                                                              | dreigeschossiger, hakenförmiger Putzbau mit Mansarddach, gleichzeitig, 1999 erneuert | D-5-64-000-1520          | BW             |
| Petzoltstraße 4 (Standort)                                                               | Mietshaus                                                                           | Viergeschossiger Mansarddachbau mit Sandsteinstraßenfassade, Dacherkern mit Spitzhelm und Satteldächern, zweigeschossigem, zweiachsigem Flachsandsteinerker mit Balkonbrüstung und reichem Neurenaissance-Portal, im Neu-Nürnberger-Stil, um 1900 | D-5-64-000-1521          | weitere Bilder |
| Petzoltstraße 4 (Standort)                                                               | Vorgarten-Einfriedung                                                               | Eisengitterzaun, Eisengittertor und Sandsteinpfeiler, gleichzeitig | D-5-64-000-1521          | weitere Bilder |
| Petzoltstraße 6 (Standort)                                                               | Mietshaus                                                                           | Viergeschossiger Mansarddachbau mit Sandsteinstraßenfassade, Dacherker mit Spitzhelm, Dachgauben, dreigeschossigem, zweiachsigem Sandsteinerker und Neurenaissance-Portal, im Neu-Nürnberger-Stil, um 1900 | D-5-64-000-2783          | weitere Bilder |
| Petzoltstraße 6 (Standort)                                                               | Vorgarten-Einfriedung                                                               | Eisengitterzaun, gleichzeitig | D-5-64-000-2783          | weitere Bilder |
| Petzoltstraße 7 (Standort)                                                               | Mietshaus                                                                           | Dreigeschossiger Sandsteinquaderbau mit Mansardwalmdach, und breit gelagerter Schleppgaube, in reichem Neubarockdekor, bezeichnet „1885“ | D-5-64-000-1522 Wikidata | weitere Bilder |
| Petzoltstraße 7 (Standort)                                                               | Rückgebäude, Wohnhaus                                                               | Erdgeschossiger, zweifach geknickter Putzbau mit Mansarddach und Dachgauben, gleichzeitig | D-5-64-000-1522 Wikidata | BW             |
| Petzoltstraße 7 (Standort)                                                               | Eisengittertor                                                                      | Gleichzeitig | D-5-64-000-1522 Wikidata | weitere Bilder |
| Petzoltstraße 9 (Standort)                                                               | Mietshaus                                                                           | Dreigeschossiger Mansardwalmdachbau mit Dachgauben und Zwerchgiebel, Sichtziegelbau mit Sandsteinerdgeschoss, Sandsteingliederung und zweigeschossigem, zweiachsigem Sandsteinerker, im neubarocken Stil, um 1890 | D-5-64-000-1523 Wikidata | weitere Bilder |
| Petzoltstraße 9 (Standort)                                                               | Garagen                                                                             | Erdgeschossiger, hakenförmiger Putzbau mit Mansarddach und Aufzugsgauben, gleichzeitig | D-5-64-000-1523 Wikidata | weitere Bilder |
| Petzoltstraße 9 (Standort)                                                               | Eisengittertor                                                                      | Gleichzeitig | D-5-64-000-1523          | BW             |
| Petzoltstraße 10 (Standort)                                                              | Mietshaus                                                                           | Viergeschossiger Mansardgiebeldachbau mit Sandsteinstraßenfassade, Zwerchhaus mit Dreiecksgiebel, Dacherkern, dreigeschossigem Sandsteinbodenerker mit Balkonbrüstung und Eisenbalkonen an Giebelseite, im Neu-Nürnberger-Stil mit Maßwerk und Rollwerkkartuschen, bezeichnet „1900“ | D-5-64-000-1524          | weitere Bilder |
| Petzoltstraße 10 (Standort)                                                              | Rückgebäude, Mietshaus                                                              | Viergeschossiger Putzbau Mansarddach, daran anschließend viergeschossige Tordurchfahrt mit Wappenstein, gleichzeitig | D-5-64-000-1524          | weitere Bilder |
| Petzoltstraße 11 (Standort)                                                              | Mietshaus in Ecklage                                                                | Dreigeschossiger Mansarddachbau mit Zwerchgiebeln und Dachgauben, Sichtziegelbau mit rustiziertem Sandsteinerdgeschoss, Sandsteingliederung und dreigeschossigem, dreiseitigem Eckerker, im neubarocken Stil, um 1890 | D-5-64-000-2785          | weitere Bilder |
| Petzoltstraße 12 (Standort)                                                              | Mietshaus                                                                           | Viergeschossiger Mansardgiebeldachbau mit Sandsteinstraßenfassade, helmbekröntem Dacherker, dreigeschossigem Bodenerker mit Balkonbrüstung, polygonalem Eckchörlein und überdachter Freitreppe, in reichem Neurenaissancedekor, mit rückwärtigem viergeschossigem Flügel mit verglasten Altanen in neugotischen und Neurenaissanceformen, bezeichnet „1898“                                                                                      | D-5-64-000-1525          | weitere Bilder |
| Petzoltstraße 14 (Standort)                                                              | Mietshaus                                                                           | Dreigeschossiger Mansardgiebeldachbau mit Sandsteinstraßenfassade, Zwerchhäusern mit Ziergiebel, Dacherker mit Spitzhelm und zweigeschossigem Maßwerk-Chörlein, in Neurenaissance- und neugotischen Formen, um 1900 | D-5-64-000-1526          | weitere Bilder |
| Petzoltstraße 14 (Standort)                                                              | Vorgarten-Einfriedung                                                               | Eisengitterzaun und Sandsteinpfeiler, gleichzeitig | D-5-64-000-1526          | weitere Bilder |
| Praterstraße 9 c (Standort)                                                              | Mietshaus                                                                           | Viergeschossiger Sandsteinquaderbau, Eckrisalit mit Treppengiebeln, Chörlein, dreigeschossiger Rückflügel mit Mansarddach und verputztem Mauerwerk, im Neu-Nürnberger-Stil mit gotisierendem Dekor, um 1890/1900 | D-5-64-000-1567 Wikidata | weitere Bilder |
| Reutersbrunnenstraße 12 (Standort)                                                       | Knaben- und Mädchenschule                                                           | Heute Grund- und Berufsschule, viergeschossige symmetrisch angelegte Dreiflügelanlage mit Mansardwalmdach, Mittelrisalit, Dachreiter und Seitenrisaliten, Sandsteinerdgeschoss und Sandsteingliederung, später und schlichter Neu-Nürnberger-Stil, bezeichnet „1910“ | D-5-64-000-1637 Wikidata | weitere Bilder |
| Reutersbrunnenstraße 12 (Standort)                                                       | Turnhalle                                                                           | Zweigeschossiger Walmdachbau mit Dachreiter, auf Hofseite mittig an Hauptgebäude angebaut, gleichzeitig | D-5-64-000-1637 Wikidata | weitere Bilder |
| Reutersbrunnenstraße 12 (Standort)                                                       | Hofummauerung und Gartentor                                                         | an Nordostseite des Schulgeländes, Sandsteinmauer und Eisengitterzaun, gleichzeitig | D-5-64-000-1637 Wikidata | weitere Bilder |
| Reutersbrunnenstraße 24 (Standort)                                                       | Feuerwache West, Hauptgebäude                                                       | Malerischer Gruppenbau, bestehend aus dreigeschossigem Walmdachbau mit Zwerchgiebel, Sandsteinerker und Fachwerkdacherker, dahinter angebaut zweigeschossigem Fahrzeugtrakt mit Walmdach, Dachreiter und Dachgauben, dahinter quer angebaut zweigeschossigem Schopfwalmdachbau mit sechsgeschossigem, teilweise in Fachwerk ausgeführten Turm mit Schopfwalmdach, Sandsteingliederung, im Neu-Nürnberger-Stil, von Otto Seegy, bezeichnet „1901“ | D-5-64-000-1638          | weitere Bilder |
| Reutersbrunnenstraße 24 (Standort)                                                       | Feuerwache West, Werkstattgebäude                                                   | Eingeschossiger Schopfwalmdachbau mit Risaliten, Fachwerkgiebel und Aufzugserker, Sandsteingliederung, gleichzeitig | D-5-64-000-1638          | BW             |
| Reutersbrunnenstraße 24 (Standort)                                                       | Feuerwache West, Garagengebäude                                                     | Kopfbauten des langgestreckten Garagengebäudes, eingeschossige Schopfwalmdachbauten mit Zwerchgiebel und Schopfwalmdach, gleichzeitig | D-5-64-000-1638          | weitere Bilder |
| Reutersbrunnenstraße 34 (Standort)                                                       | Skulptur                                                                            | Zwei vor einem Kreuz sitzende Geschwisterkinder, Bronze, Entwurf von Philipp Kittler, Guss von Ernst Lenz, bez. 1900; ehemals in der Eingangshalle des Waisenhauses, jetzt im Garten | D-5-64-000-4834          | BW             |
| Roonstraße 1 (Standort)                                                                  | Mietshaus                                                                           | Fünfgeschossiger Walmdachbau auf hohem Sockelgeschoss in Ecklage, Sandsteinerdgeschoss und Sandsteingliederung, Risalit mit Giebel, zweigeschossiger Sandsteinerker mit Eisenbalkonbrüstung, geometrische Jugendstilformen, um 1910 | D-5-64-000-1682          | weitere Bilder |
| Roonstraße 1 (Standort)                                                                  | Vorgarten-Einfriedung                                                               | Sandstein, gleichzeitig | D-5-64-000-1682          | weitere Bilder |
| Roonstraße 3 (Standort)                                                                  | Mietshaus                                                                           | Viergeschossiger Mansarddachbau mit hohem Sockelgeschoss mit Riffelputz, Sandsteinerdgeschoss und Sandsteingliederung, Treppengiebel und dreigeschossigem Sandsteinerker mit Walmdach, Spätjugendstilformen, von Hans Beitter, 1908 | D-5-64-000-2775          | weitere Bilder |
| Roonstraße 3 (Standort)                                                                  | Rückgebäude, Werkstatt                                                              | Zweigeschossiger Ziegelbau mit Pultdach, gleichzeitig | D-5-64-000-2775          | BW             |
| Roonstraße 5 (Standort)                                                                  | Mietshaus                                                                           | Viergeschossiger Mansarddachbau mit hohem Sockelgeschoss mit Riffelputz, Sandsteinerdgeschoss und viergeschossigem, zweiachsigem Mittelerker, teilweise in Sandstein, Spätjugendstilformen, nach Entwurf von Hans Beitter von Kaspar Geitz erbaut, bezeichnet „1908“ | D-5-64-000-1683          | weitere Bilder |
| Roonstraße 7, Hochstraße 42 (Standort)                                                   | Mietshaus                                                                           | Viergeschossiger Mansarddachbau in Ecklage mit Sandsteinerdgeschoss, Eisenbalkonen und dreigeschossigem, polygonalem Sandsteineckerker mit Glockenhaube, geometrische Jugendstilformen, bezeichnet „1907“ | D-5-64-000-1684          | weitere Bilder |
| Roonstraße 7, Hochstraße 42 (Standort)                                                   | Vorgarten-Einfriedung                                                               | Eisengitterzaun, gleichzeitig | D-5-64-000-1684          | weitere Bilder |
| Roonstraße 15 (Standort)                                                                 | Mietshaus                                                                           | Viergeschossiger Mansarddachbau mit Zwerchgiebel und dreigeschossigem, dreiachsigem Flacherker aus Sandstein mit Walmdach, Spätjugendstilformen, 1911 | D-5-64-000-2341          | weitere Bilder |
| Hochstraße 37 (Standort)                                                                 | Rückgebäude, Mietshaus                                                              | Dreigeschossiger, geschlämmter Ziegelbau, teilweise mit Mansarddach, gleichzeitig | D-5-64-000-2341          | BW             |
| Rosenaustraße 5 (Standort)                                                               | Mietshaus                                                                           | Dreigeschossiger Neurenaissance-Bau mit viergeschossigem Mittelteil und Mansarddach, bezeichnet „1883“; | D-5-64-000-1688          | weitere Bilder |
| Rosenaustraße 5 (Standort)                                                               | Vorgarten-Einfriedung                                                               | Eisengitterzaun, gleichzeitig | D-5-64-000-1688          | weitere Bilder |
| Rosenaustraße 7 (Standort)                                                               | Mietshaus                                                                           | Dreigeschossiger Neurenaissance-Bau mit viergeschossigem Mittelteil und Satteldach, um 1880/85 | D-5-64-000-1689          | weitere Bilder |
| Rosenaustraße 7 (Standort)                                                               | Vorgarten-Einfriedung                                                               | Eisengitterzaun, gleichzeitig | D-5-64-000-1689          | weitere Bilder |
| Rothenburger Straße 10 (Standort)                                                        | Städtisches Volksbad                                                                | Mehrteiliger, zwei- bis dreigeschossiger Baukomplex mit Sandsteinstraßenfassaden, Walmdach und Mansardwalmdach Säulenportikus und Turm, Jugendstil, von Friedrich Küfner, 1911/13, bis 1959 teilweise vereinfacht wieder aufgebaut | D-5-64-000-1692          | weitere Bilder |
| Rothenburger Straße 26 (Standort)                                                        | Mietshaus in Ecklage                                                                | Viergeschossiger Mansarddachbau mit Sandsteinfassaden, Zwerchhaus mit Volutengiebel an Eckseite, Dacherkern mit Spitzhelmen, Eisenbalkonen und zweigeschossigem Chörlein, zum Jugendstil abgewandelte Neurenaissance, um 1903/04 | D-5-64-000-1694          | weitere Bilder |
| Rothenburger Straße 30b (Standort)                                                       | Mietshaus                                                                           | Viergeschossiger Sandsteinquaderbau mit Mansarddach, Zwerchhaus mit Volutengiebel, Dacherkern mit Spitzhelmen und zwei dreigeschossigen Chörlein, im Neu-Nürnberger-Stil mit neugotischen Formen, von G. Wilfert, 1898 | D-5-64-000-1695          | weitere Bilder |
| Rothenburger Straße 30b (Standort)                                                       | Rückgebäude, Mietshaus                                                              | Dreigeschossiger, hakenförmiger Putzbau mit Mansarddach und Dachgauben, gleichzeitig | D-5-64-000-1695          | BW             |
| Rothenburger Straße 30b (Standort)                                                       | Einfriedung                                                                         | Ziegelmauer und Eisengittertor, gleichzeitig | D-5-64-000-1695          | BW             |
| Rothenburger Straße 45; Schreyerstraße 2 (Standort)                                      | Ehemalige Postdienststelle Selbstanschlussamt                                       | Viergeschossiger Satteldachbau in Ecklage mit Risalit, Treppengiebeln und Dachgauben, Putzbau mit Tuffsteinerdgeschoss und viergeschossigem Spitzerker aus Tuffstein, expressionistischer Heimatstil, bezeichnet „1926/27“ | D-5-64-000-1696          | weitere Bilder |
| Rothenburger Straße 48 (Standort)                                                        | Mietshaus in Ecklage                                                                | Viergeschossiger Satteldachbau, Backsteinbau mit Sandsteinerdgeschoss und Sandsteingliederung im Stil der Neurenaissance, bezeichnet „1892“ | D-5-64-000-1697          | weitere Bilder |
| Rothenburger Straße 50 (Standort)                                                        | Mietshaus in Ecklage                                                                | Viergeschossiger Mansarddachbau mit Sandsteinfassaden, Zwerchhäusern, Dacherkern, zwei dreigeschossigen Flacherkern und dreigeschossigem, breit gelagertem Sandsteinerker mit Dreiecksgiebel, reicher Jugendstil, bezeichnet „1903“ | D-5-64-000-1698          | weitere Bilder |
| Rothenburger Straße 52 (Standort)                                                        | Flacherker aus Sandstein                                                            | Dreigeschossiger, zweiachsiger Flacherker aus Sandstein mit Neurenaissancedekor, von M. Wiessner, bezeichnet „1904“ | D-5-64-000-1699          | weitere Bilder |
| Rothenburger Straße 54 (Standort)                                                        | Mietshaus                                                                           | Viergeschossiger Mansarddachbau mit Sandsteinstraßenfassade, Zwerchhaus mit Dreiecksgiebel, Dacherkern und dreigeschossigem, zweiachsigem Sandsteinerker mit Eisenbalkonbrüstung, in den Formen der Neurenaissance, um 1904/05 | D-5-64-000-1700          | weitere Bilder |
| Rothenburger Straße 54 (Standort)                                                        | Rückgebäude, Mietshaus                                                              | Dreigeschossiger geschlämmter Ziegelbau über hohem Sandsteinsockel mit Mansarddach und Dachgauben und eingeschossiger geschlämmter Ziegelbau mit Flachdach, gleichzeitig | D-5-64-000-1700          | weitere Bilder |
| Rothenburger Straße 65 (Standort)                                                        | Mietshaus in Ecklage                                                                | Viergeschossiger Mansarddachbau mit Zwerchhäusern mit Ziergiebel und Dachgauben, mit Sandsteinfassaden und zwei zweigeschossigen Chörlein, im neugotischen Stil, um 1900 | D-5-64-000-1701          | weitere Bilder |
| Saldorferstraße 2 (Standort)                                                             | Mietshaus                                                                           | Dreigeschossiger Sandsteinquaderbau in Ecklage mit Mansarddach und Dachgauben, im neubarocken Stil, um 1885/90 | D-5-64-000-1722          | weitere Bilder |
| Saldorferstraße 4 (Standort)                                                             | Mietshaus                                                                           | Dreigeschossiger Sandsteinquaderbau mit Mansarddach, im Stil der Neurenaissance, um 1885 | D-5-64-000-1723          | weitere Bilder |
| Saldorferstraße 6 (Standort)                                                             | Mietshaus                                                                           | Dreigeschossiger Sandsteinquaderbau mit Mansarddach, Zwerchhaus und Toreinfahrt, in reichen Formen der Neurenaissance, von Konrad Weber, 1883 | D-5-64-000-1724          | weitere Bilder |
| Saldorferstraße 6 (Standort)                                                             | Rückgebäude                                                                         | Ehemaliges Fotoatelier Nastvogel, zweigeschossiger Pultdachbau, von W. Fröschmann/Nürnberg und C. H. Ulrich/Charlottenburg, 1910, früheres Obergeschoss-Glashaus 1947 ersetzt | D-5-64-000-1724          | BW             |
| Saldorferstraße 8 (Standort)                                                             | Mietshaus                                                                           | Dreigeschossiger Sandsteinquaderbau mit Mansarddach, Zwerchhaus und Toreinfahrt, in sehr reichen Formen der Neurenaissance, bezeichnet „1885“ | D-5-64-000-1725          | weitere Bilder |
| Saldorferstraße 10 (Standort)                                                            | Mietshaus                                                                           | Dreigeschossiger Mansarddachbau auf hohem Sockelgeschoss mit Dachgauben mit Spitzhelm, Sandsteinquaderbau mit zwei zweigeschossigen, einachsigen Erkern, reiche manieristische Neurenaissance, um 1885 | D-5-64-000-1726          | weitere Bilder |
| Schreyerstraße 5 (Standort)                                                              | Mietshaus                                                                           | Viergeschossiger Mansarddachbau mit Sandsteinstraßenfassade, Dacherker mit Glockenhaube und dreigeschossigem, zweiachsigem Sandsteinerker mit Eisenbalkonbrüstung, reich in neubarocken und neugotischen Formen, bezeichnet „1900“ | D-5-64-000-1798          | weitere Bilder |
| Schreyerstraße 7 (Standort)                                                              | Mietshaus                                                                           | Viergeschossiger Mansarddachbau mit Sandsteinstraßenfassade, Zwerghaus mit Schweifgiebel, und dreigeschossigem, dreiseitigen Sandsteinerker mit Haube, in neugotischen Formen, um 1900 | D-5-64-000-1799          | weitere Bilder |
| Schreyerstraße 18 (Standort)                                                             | Mietshaus in Ecklage                                                                | Viergeschossiger Mansarddachbau mit Zwerchgiebeln und Dacherkern, Putzbau mit Sandsteinerdgeschoss und -gliederung, zwei zweigeschossigen, zweiachsigen Sandsteinerkern mit Balkonbrüstung sowie dreigeschossigem, dreiteiligem Sandsteinerker mit Balkonbrüstung, Spätjugendstil, um 1910/15 | D-5-64-000-1800          | weitere Bilder |
| Schreyerstraße 21 (Standort)                                                             | Mietshaus                                                                           | Breitgelagerter, viergeschossiger Mansarddachbau mit Dachgauben und Zwerchhäusern mit Walmdacheindeckung, Putzbau mit Sandsteinerdgeschoss und zwei dreigeschossigen, zweiachsigen Sandsteinerkern mit Eisenbalkonbrüstung, Spätjugendstil, bezeichnet „1912“ | D-5-64-000-1801          | weitere Bilder |
| Solgerstraße 2 (Standort)                                                                | Mietshaus                                                                           | Viergeschossiger Sandsteinquaderbau mit Mansardwalmdach in Ecklage, zwei dreigeschossige Erker mit darüber befindlichen Zwerchhäusern mit Glockendach, Neu-Nürnberger-Stil mit Renaissance-Dekor, um 1890 | D-5-64-000-1873          | weitere Bilder |
| Solgerstraße 2 (Standort)                                                                | Vorgarten-Einfriedung                                                               | Aus Eisen und Eisengittertor, gleichzeitig | D-5-64-000-1873          | weitere Bilder |
| Solgerstraße 4 (Standort)                                                                | Mietshaus                                                                           | Dreigeschossiger Mansardwalmdachbau mit zwei zweigeschossigen Erkern mit Balkonbrüstung, darüber zwei Dacherker mit Segmentgiebel, zwei Dachgauben mit Dreiecksgiebel, in Formen der Neurenaissance, bezeichnet „1890“ | D-5-64-000-1874          | weitere Bilder |
| Solgerstraße 6 (Standort)                                                                | Mietshaus                                                                           | Viergeschossiger Walmdachbau, Sichtziegelbauweise mit Sandsteinstraßenfassade, dreigeschossigem Sandsteineckerker und dreigeschossigem Sandsteinerker, im Stil der Neurenaissance, bezeichnet „1897/98“ | D-5-64-000-1875          | weitere Bilder |
| Solgerstraße 6 a (Standort)                                                              | Rückgebäude, Mietshaus                                                              | Viergeschossiger, über Eck gebauter Mansarddachbau, Sichtziegelbau, Erdgeschoss teilweise verputzt, mit Stichbogenfenstern und Dachgauben, gleichzeitig | D-5-64-000-1875          | BW             |
| Solgerstraße 8 (Standort)                                                                | Mietshaus                                                                           | Viergeschossiger Sandsteinquaderbau auf niedrigem Sockelgeschoss mit Halbwalmdach und dreigeschossigem Erker, darüber Dacherker mit Satteldach und Dachgauben, Seiten- und Hoffassade mit Sandsteinquadererdgeschoss, Obergeschosse verputzt, Neu-Nürnberger-Stil mit Renaissance-Dekor, um 1890 | D-5-64-000-1876          | weitere Bilder |
| Solgerstraße 12 (Standort)                                                               | Mietshaus                                                                           | Viergeschossiger Traufseitbau mit dreigeschossigem Erker und Dachgauben, Sandsteinquaderbau, im neubarocken Stil, um 1900 | D-5-64-000-1878          | weitere Bilder |
| Solgerstraße 14 (Standort)                                                               | Mietshaus                                                                           | Viergeschossiger Traufseitbau mit dreigeschossigem Erker und Dachgauben, Sandsteinquaderbau, im neubarocken Stil, um 1900 | D-5-64-000-1879          | weitere Bilder |
| Solgerstraße 16 (Standort)                                                               | Mietshaus                                                                           | Viergeschossiger Satteldachbau mit Dachgauben und Dacherker mit Spitzhelm, Sandsteinstraßenfassade mit dreigeschossigem Erker und viergeschossigem Eckerker, im Stil der Neugotik, um 1900 | D-5-64-000-1880          | weitere Bilder |
| Solgerstraße 17 (Standort)                                                               | Mietshaus                                                                           | Viergeschossiger Walmdachbau mit Zwerchgiebel und Sandsteinstraßenfassade, im Stil der Deutschen Renaissance, um 1900 | D-5-64-000-1881          | weitere Bilder |
| Solgerstraße 17 (Standort)                                                               | Einfriedung                                                                         | Verputzte Ziegelmauer, gleichzeitig | D-5-64-000-1881          | BW             |
| Solgerstraße 19 (Standort)                                                               | Mietshaus                                                                           | Viergeschossiger Mansarddachbau mit Schopf, mit dreigeschossigem Erker und Dachgauben, Sichtziegelbau mit Sandsteinstraßenfassade, im Stil der manieristischen Neurenaissance, bezeichnet „1899“ | D-5-64-000-1882          | weitere Bilder |
| Solgerstraße 20 (Standort)                                                               | Mietshaus                                                                           | Viergeschossiger Mansarddachbau mit Dachgauben und Sandsteinstraßenfassade, im Stil des Neubarock, Rückflügel teils viergeschossig, teils dreigeschossig mit Mansarddach, Sichtziegelbauweise, Vordergebäude bezeichnet „1898“ | D-5-64-000-1883          | weitere Bilder |
| Solgerstraße 20 (Standort)                                                               | Einfriedung                                                                         | Ziegelmauer mit Gittertor, gleichzeitig | D-5-64-000-1883          | weitere Bilder |
| Solgerstraße 21 (Standort)                                                               | Mietshaus                                                                           | Viergeschossiger Mansarddachbau mit Schopf, dreigeschossigem Erker und drei Dachgauben mit Spitzhelm, Sichtziegelbau mit Sandsteinstraßenfassade, im Stil des Neubarock, bezeichnet „1900“ | D-5-64-000-1884          | weitere Bilder |
| Solgerstraße 22 (Standort)                                                               | Mietshaus                                                                           | Viergeschossiger Mansarddachbau mit Schopf, Dachgauben und Aufzugsgaube an Giebelseite, geschlämmter Ziegelbau mit Sandsteinstraßenfassade, in Barock- und Rokokoformen, bezeichnet „1899“ | D-5-64-000-1885          | weitere Bilder |
| Solgerstraße 22 (Standort)                                                               | Einfriedung                                                                         | Ziegelmauer, gleichzeitig | D-5-64-000-1885          | BW             |
| Spenglerstraße 3 (Standort)                                                              | Mietshaus                                                                           | Viergeschossiger Mansarddachbau mit Dacherkern und Sandsteinstraßenfassade mit Jugendstildekor, um 1907 | D-5-64-000-1894          | weitere Bilder |
| Spenglerstraße 8 (Standort)                                                              | Mietshaus                                                                           | Viergeschossiger Mansarddachbau mit Dacherkern mit Spitzhelmen, Sandsteinstraßenfassade und Toreinfahrt, reicher Neu-Nürnberger-Stil mit neugotischen Formen, bezeichnet „1898“ | D-5-64-000-1895          | weitere Bilder |
| Spenglerstraße 8 (Standort)                                                              | Rückgebäude                                                                         | Dreigeschossiger Backsteinbau mit Mansarddach und Dachgauben, gleichzeitig | D-5-64-000-1895          | BW             |
| Spenglerstraße 13; Spenglerstraße 13 a (Standort)                                        | Wohnhaus                                                                            | Zweigeschossiger Sandsteinquaderbau mit Walmdach und zwei Seitenrisaliten, um 1870; Holzlege, erdgeschossiger Walmdachbau, Mittelteil Sandsteinquaderbau, seitlich Holzverbretterung, gleichzeitig | D-5-64-000-1896          | weitere Bilder |
| Spenglerstraße 13; Spenglerstraße 13 a (Standort)                                        | Holzlege                                                                            | Erdgeschossiger Walmdachbau, Mittelteil Sandsteinquaderbau, seitlich Holzverbretterung, gleichzeitig | D-5-64-000-1896          | BW             |
| Spenglerstraße (Standort)                                                                | Einfriedung                                                                         | Sandsteinsäulen und Eisengitterzaun, gleichzeitig | D-5-64-000-1896          | weitere Bilder |
| Spittlertorgraben 23 (Standort)                                                          | Villa                                                                               | Zweigeschossiger Mansardwalmdachbau mit Zwerchhaus und Runderkern, Sandsteinstraßenfassade, im Stil des Neuklassizismus, um 1910/15 | D-5-64-000-1906          | weitere Bilder |
| Spittlertorgraben 27 (Standort)                                                          | Mietshaus                                                                           | Dreigeschossiger Sandsteinquaderbau in Ecklage, mit Eckerker, Mittelrisalit und Zwerchhaus, im Stil der Neurenaissance, um 1860/70 | D-5-64-000-1907          | weitere Bilder |
| Spittlertorgraben 47 a (Standort)                                                        | Mietshaus                                                                           | Viergeschossiger Mansardwalmdachbau mit Zwerchhaus und Erker, mit neugotischem Dekor, um 1870; Zugehörig Einfriedung, Eisengitterzaun, gleichzeitig | D-5-64-000-1908          | weitere Bilder |
| Spittlertorgraben 49 (Standort)                                                          | Mietshaus                                                                           | Dreigeschossiger Sandsteinquaderbau auf erhöhtem Sockelgeschoss, mit Walmdach und zwei Eckchörlein, im Stil der Neurenaissance, bezeichnet „1887“, erneuert 1949/50 | D-5-64-000-1909          | weitere Bilder |
| Spittlertorgraben 51 (Standort)                                                          | Minnesängerbrunnen                                                                  | Sechseckiges Bassin aus Granit, darüber Brunnenschale mit Stützbögen und darauf sitzenden Bronzefiguren, Säule mit Bronzefigur des Minnesängers, Spätjugendstil, Figuren von Philipp Kittler, Guss von Christoph Lenz, 1905, ursprünglicher Standort an der Platnersanlage, während des Nationalsozialismus eingelagert und umgestaltet | D-5-64-000-1687          | weitere Bilder |
| Untere Kanalstraße 3 a (Standort)                                                        | Mietshaus                                                                           | Dreigeschossiger Mansarddachbau mit Sichtziegelfassade, bossiertem Sandsteinerdgeschoss und Sandsteingliederung, Neurenaissance, von Joseph Krieger, 1886 | D-5-64-000-4713          | weitere Bilder |
| Untere Kanalstraße 3 a (Standort)                                                        | Rückgebäude                                                                         | Hakenförmig angesetzter, zweigeschossiger Sichtziegelbau mit Mansardpultdach, gleichzeitig | D-5-64-000-4713          | BW             |
| Untere Kanalstraße 23 (Standort)                                                         | Wohnhaus                                                                            | Zweigeschossiger, traufseitiger Sandsteinquaderbau mit Satteldach, Dachgauben und Zwerchhaus, Mitte 19. Jahrhundert | D-5-64-000-1986          | weitere Bilder |
| Untere Kieselbergstraße 19 (Standort)                                                    | Wohnhaus                                                                            | Zweigeschossiger, traufständiger Satteldachbau mit Zwerchhaus und Dreiecksgiebel, um 1850 | D-5-64-000-1989          | weitere Bilder |
| Volprechtstraße 7 (Standort)                                                             | Mietshaus in Ecklage                                                                | Dreigeschossiger Mansarddachbau mit Dachgauben, Sichtziegelbau mit Sandsteinerdgeschoss und Sandsteingliederung, im Neurenaissancestil, um 1890/1900; einheitlich gestaltet mit Kernstraße 33 | D-5-64-000-2045          | weitere Bilder |
| Westtorgraben 1 (Standort)                                                               | Mietshaus                                                                           | Viergeschossiger Sandsteinquaderbau in Ecklage, mit Zwerchgiebeln, Erker und Eckerker, im Neu-Nürnberger-Stil mit gotisierendem Dekor, um 1900 | D-5-64-000-2127          | weitere Bilder |
| Westtorgraben 25 (Standort)                                                              | Hallertorbrücke                                                                     | Zweibogige Pegnitzbrücke mit beidseitig mittigen Kanzeln und Brückenwiderlagern, im Kern von 1697, 1936 beidseitige Erweiterung der Brücke, 1963 Erweiterung der Brücke nach Westen | D-5-64-000-2855 Wikidata | weitere Bilder |
| Willstraße 2 (Standort)                                                                  | Mietshaus                                                                           | Dreigeschossiger Sandsteinquaderbau mit Mansarddach, Zwerchhaus und Dachgauben mit Segmentgiebel, im Stil des Neobarock, um 1890 | D-5-64-000-2159          | BW             |
| Willstraße 50, in Grünfläche Ecke Brückenstraße (Standort)                               | Pissort                                                                             | Polygonaler Sandsteinquaderbau mit Walmdach, um 1900 | D-5-64-000-2292 Wikidata | weitere Bilder |

### Tafelhof
| Lage                                                                                           | Objekt                                 | Beschreibung | Akten-Nr.                | Bild           |
| ---------------------------------------------------------------------------------------------- | -------------------------------------- | --- | ------------------------ | -------------- |
| Bahnhofsplatz (Standort)                                                                       | Litfaßsäule                            | Metalltrommel mit Kuppel und Urnenbekrönung, Neubarock, um 1900; vor Bahnhofsplatz 9 | D-5-64-000-2491 Wikidata | weitere Bilder |
| Bahnhofsplatz 9 (Standort)                                                                     | Celtisunterführung                     | Straßenunterführung unter Eisenbahnstrecke, Walzträgerbau mit mittigen Eisenpfeilern, Spätjugendstilformen, um 1906 | D-5-64-000-2790 Wikidata | weitere Bilder |
| Bahnhofsplatz 9 (Standort)                                                                     | Hauptbahnhof                           | Empfangsgebäude, zweigeschossiger Langbau mit erhöhtem Mittelrisalit mit Kuppel und Portalbogen und zwei Eckrisaliten mit Walmdach, Kalksteinbau im Stil des Neubarock, von Carl Gustav von Zenger, 1903/05, 1945/56 wiederaufgebaut, Kuppel 1977 in veränderter Form wiederaufgebaut, 1999/2001 im Inneren erneuert Ausstattung des ehemaligen Wartesaals, Jugendstil, von Bruno Paul, 1904/05 | D-5-64-000-140 Wikidata  | weitere Bilder |
| Bahnhofstraße 4 (Standort)                                                                     | Ehemalige Oberpostdirektion            | Fünfgeschossiger Putzbau über viertelkreisförmigem Grundriss mit rustiziertem Erdgeschoss, Satteldach und Dachgauben, reduziert historisierende Formensprache, von Postarchitekten Hans Weiß und Johann Kohl, begonnen 1914, größtenteils ausgeführt 1920–24, wird seit 2018 als Teil des Tafelhof Palais saniert | D-5-64-000-2282          | weitere Bilder |
| Bahnlinie Treuchtlingen - Nürnberg (mündet in die Tafelfeldstraße) (Standort)                  | Tafelfeldtunnel                        | Straßenunterführung unter Eisenbahnstrecke mit gewölbter, steinerner Eisenbahnbrücke und Brüstungsmauer entlang der Bahngleise, Jugendstilformen, bezeichnet „1906“ | D-5-64-000-2787          | weitere Bilder |
| Bahnlinie Treuchtlingen - Nürnberg; Hauptbahnhof Nürnberg; Nähe Allersberger Straße (Standort) | Allersberger Unterführung              | Straßenunterführung unter Eisenbahnstrecke, Walzträgerbau mit Eisenbalustrade und Kalksteinpfeiler an Südseite, Kalksteinbalustrade südwestlich entlang der Eisenbahnstrecke fortgesetzt, Jugendstilformen, um 1906 | D-5-64-000-2791          | weitere Bilder |
| Frauentorgraben 29 (Standort)                                                                  | Hotel Deutscher Hof                    | Viergeschossiger Sandsteinquaderbau in Ecklage, mit Dachgauben, Zwerchhaus mit Dreiecksgiebel, breit gelagertem, dreigeschossigem Sandsteinerker und reichem Neurenaissance-Reliefschmuck, von Hans Müller, 1912/13 | D-5-64-000-496 Wikidata  | weitere Bilder |
| Frauentorgraben 73 (Standort)                                                                  | Wohn- und Geschäftshaus in Ecklage     | Fünfgeschossiger Sandsteinquaderbau mit Walmdach, Zwerchgiebel, Dacherkern und Sandsteinerker mit abgeschrägten Ecken, im Neu-Nürnberger-Stil, um 1904; Baugruppe in Ecklage mit Sandstra8e 1/1 a | D-5-64-000-497 Wikidata  | weitere Bilder |
| Karl-Bröger-Tunnel (Standort)                                                                  | Karl-Bröger-Tunnel                     | Fußgängerunterführung unter Eisenbahnstrecke mit Steinbalustrade an Nordseite und Eisenbalustrade an Südseite, Jugendstilformen, um 1906 | D-5-64-000-2487 Wikidata | weitere Bilder |
| Tafelhofstraße 38 (Standort)                                                                   | Pavillon (westlicher)                  | an der Nordseite, zweigeschossiger Putzbau mit Walmdach, um 1906 | D-5-64-000-2487          | BW             |
| Nähe Tafelhofstraße (Standort)                                                                 | Pavillon (östlicher)                   | an der Nordseite, zweigeschossiger Putzbau mit Walmdach, um 1906 | D-5-64-000-2487          | BW             |
| Kohlenhofstraße 75; Kohlenhofstraße 81 (Standort)                                              | Steinbühler Tunnel                     | Straßenunterführung unter Eisenbahnstrecke mit drei Eisenbahnbrücken über die Steinbühler Straße, Walzträgerbau mit Jugendstilformen, nördliche und mittige Brücke bezeichnet „1907“, südliche Brücke bezeichnet „1906“, sowie mit steinerner, gewölbter Eisenbahnbrücke bei Strecken-km 60,746, 1906 | D-5-64-000-2357 Wikidata | weitere Bilder |
| Lessingstraße 1; Richard-Wagner-Platz 2 (Standort)                                             | Opernhaus                              | Monumentaler, meist dreigeschossiger Sandsteinquaderbau, Hauptfassade mit Mosaikbild in Rundbogenfeld, Volutengiebel und vorgelagertem Portikus, Eckrisalite mit Mansarddach und geschweiften Giebeln, erhöhter Bühnenraum mit Kuppel und Laterne, in zum Jugendstil abgewandelten Neubarockformen, Inneres Neubarock, von Heinrich Seeling, bezeichnet „1901–05“, nach 1945, wiederaufgebaut; mit Ausstattung, Bronzefiguren an Hauptfassade und rückseitigem Volutengiebel, von Leonhard Hasenstab und Philipp Kittler, 1905, nach Kriegszerstörung 1994–96 und 2002 von Leopold Bernhard rekonstruiert | D-5-64-000-1649 Wikidata | weitere Bilder |
| Lessingstraße 6 (Standort)                                                                     | Verkehrs- und Postmuseum               | Dreigeschossiger, reich gegliederter und ornamentierter Sandsteinquaderbau auf rustiziertem Sockelgeschoss mit Walmdach, Dachgauben und Risalit mit Volutengiebel, im Stil der Neurenaissance, von Hans Weiß, 1914 und bezeichnet „1921“; mit Ausstattung | D-5-64-000-1201 Wikidata | weitere Bilder |
| Nähe Lessingstraße (Standort)                                                                  | Hofportal                              | Sandstein, im Stil der Neurenaissance, gleichzeitig | D-5-64-000-1201 Wikidata | BW             |
| Richard-Wagner-Platz 1 (Standort)                                                              | Sigmund-Schuckert-Haus                 | Viergeschossiges Verwaltungsgebäude über Z-förmigem Grundriss mit Walmdach und Dachgauben, Sandsteinquaderbau mit zweigeschossigem Chörlein und skulpturalem Dekor, in reduziert historistischen Formen, wohl von Hans Hertlein, 1937–1940 | D-5-64-000-1648 Wikidata | weitere Bilder |
| Sandstraße 1 (Standort)                                                                        | Wohn- und Geschäftshaus in Ecklage     | Fünfgeschossiger Sandsteinquaderbau mit Walmdach, Dachgauben und Sandsteinerker mit abgeschrägten Ecken, im Neu-Nürnberger-Stil, bezeichnet „1904“; Baugruppe in Ecklage mit Sandstraße 1a und Frauentorgraben 73 | D-5-64-000-1732 Wikidata | weitere Bilder |
| Sandstraße 1 a (Standort)                                                                      | Mietshaus                              | Viergeschossiger, traufständiger Sandsteinquaderbau mit Satteldach und dreigeschossigem, dreiseitigem Sandsteinerker, im Neu-Nürnberger-Stil, um 1904, Dachaufbauten erneuert; Baugruppe in Ecklage gemeinsam mit Sandstraße 1 und Frauentorgraben 73 | D-5-64-000-2786 Wikidata | weitere Bilder |
| Sandstraße 38 (Standort)                                                                       | Hauptrisalit                           | Sandstein, neubarock, um 1880/90; am stark erneuerten Bau der Bundesbahndirektion | D-5-64-000-1733 Wikidata | weitere Bilder |
| Sandstraße 38 (Standort)                                                                       | Nebenrisalit                           | Sandstein, neubarock, um 1880/90; am stark erneuerten Bau der Bundesbahndirektion | D-5-64-000-1733          | BW             |
| Weidenkellerstraße 8 (Standort)                                                                | Mietshaus                              | Viergeschossiger Mansardwalmdachbau auf hohem Sockelgeschoss mit Sandsteinstraßenfassade, Eisenbalkon, zweigeschossigem, zweiachsigem Erker und reichem Portal-Dekor, in historisierenden Formen, um 1890 | D-5-64-000-2087 Wikidata | weitere Bilder |
| Weidenkellerstraße 8 (Standort)                                                                | Einfriedung                            | Verputzte Ziegelmauer, Sandsteinpfeiler und Eisengitterzaun, gleichzeitig | D-5-64-000-2087 Wikidata | BW             |
| Zeltnerstraße 25 (Standort)                                                                    | Mietshaus                              | Viergeschossiger Sandsteinquaderbau mit Satteldach, Zwerchhäusern mit Schopfwalm, Dacherker mit Fachwerk, Flacherker und polygonaler Eckerker mit Haube, im Neu-Nürnberger-Stil, von Emil Hecht, 1903 | D-5-64-000-2200 Wikidata | weitere Bilder |
| Zeltnerstraße 29; Nähe Zeltnerstraße (Standort)                                                | Miets- und Geschäftshaus               | Für eine 1869 gegründete Speditionsfirma, viergeschossiger Walmdachbau mit Zwerchgiebel mit bekrönender Figur und Dacherker mit Hauben, Backsteinbau mit Sandsteinstraßenfassade, Sandsteinflacherker, zweigeschossigem Spitzerker und dreigeschossigem, polygonalem Eckerker mit Haube, im Neu-Nürnberger-Stil mit neugotischen und Neurenaissance-Formen, um 1900; | D-5-64-000-2201 Wikidata | weitere Bilder |
| Nähe Zeltnerstraße (Standort)                                                                  | Eisengittertor                         | gleichzeitig | D-5-64-000-2201 Wikidata | BW             |
| Zollhof 5, 7 (Standort)                                                                        | Ehemalige Zollhalle des Hauptzollamtes | Mittelbau und westlicher Flügel des dreigeschossigen Sichtziegelbaus mit Treppentürmen und Walmdach, Gewände und Eckrustizierung aus Sandstein, 1896–98 nach Plänen von Emil Hecht, Dach und Teil der Fassade nach 1945 erneuert | D-5-64-000-3532 Wikidata | BW             |
| Nähe Zollhof (Standort)                                                                        | Hoftor                                 | Vier rechteckige Sandsteinpfeiler mit Eisengittertoren, um 1900 | D-5-64-000-3532 Wikidata | BW             |

## Ehemalige Baudenkmäler
In diesem Abschnitt sind Objekte aufgeführt, die früher einmal in der Denkmalliste eingetragen waren, jetzt aber nicht mehr. Objekte, die in anderem Zusammenhang – also z. B. als Teil eines Baudenkmals – weiter eingetragen sind, sollen hier nicht aufgeführt werden. Aktennummern in diesem Abschnitt sind ehemalige, jetzt nicht mehr gültige Aktennummern.

| Lage                        | Objekt                 | Beschreibung | Akten-Nr.       | Bild |
| --------------------------- | ---------------------- | --- | --------------- | ---- |
| Bauerngasse 19              | Rückgebäude, Mietshaus | dreigeschossiger, hakenförmiger Mansarddachbau, geschlämmter Ziegelbau, gleichzeitig                                                                      | D-5-64-000-2781 | BW   |
| Lessingstraße 2             | Lessing-Theater        | Saalbau, dreigeschossiger, traufständiger Putzbau mit Satteldach, Sandsteinerdgeschoss und Schweifgiebel, gleichzeitig [Lessing-Theater 2014 abgebrochen] | D-5-64-000-496  | BW   |
| Gostenhofer Hauptstraße 65  | Mietshausfassade       | Sichtziegelbau mit Sandsteinerdgeschoss und zweigeschossigem, zweiachsigem Sandsteinerker, reiche Neurenaissance, 1881                                    | D-5-64-000-2313 | BW   |
| Petzoltstraße 12            | Rückgebäude, Mietshaus | Vier- und zweigeschossiger, hakenförmiger Putzbau mit Pultdach, gleichzeitig                                                                              | D-5-64-000-1525 | BW   |
| Petzoltstraße 14            | Rückgebäude, Mietshaus | Viergeschossiger Putzbau mit Pultdach, gleichzeitig | D-5-64-000-1526 | BW   |
| Roonstraße 7; Hochstraße 42 | Garagengebäude         | Zweigeschossiger Pultdachbau, gleichzeitig | D-5-64-000-1684 | BW   |
| Saldorferstraße 4           | Rückgebäude            | Ein- bzw. zweigeschossiges Werkstatt- und Garagengebäude mit Pultdach, gleichzeitig                                                                       | D-5-64-000-1723 | BW   |
| Solgerstraße 19 a           | Rückgebäude            | Viergeschossiger, geschlämmter Ziegelbau mit Pultdach, gleichzeitig                                                                                       | D-5-64-000-1884 | BW   |
| Schreyerstraße 7            | Rückgebäude, Mietshaus | Viergeschossiger, hakenförmiger Putzbau mit Mansarddach und Dachgauben, gleichzeitig                                                                      | D-5-64-000-1799 | BW   |
| Schreyerstraße 19b          | Rückgebäude, Mietshaus | Viergeschossiger, hakenförmiger Pultdachbau, gleichzeitig                                                                                                 | D-5-64-000-1801 | BW   |